# Hans Baluschek
Hans Baluschek (9 de mayo de 1870 - 28 de septiembre de 1935) fue un pintor, artista gráfico y escritor alemán; destacado representante del realismo crítico alemán y, como tal, buscó retratar la vida de la gente común con vívida franqueza. Sus pinturas se centraron en la clase trabajadora de Berlín. Perteneció al movimiento de la Secesión de Berlín, un grupo de artistas interesados en los desarrollos modernos del arte. Sin embargo, durante su vida fue más conocido por sus fantásticas ilustraciones del popular libro infantil Peterchens Mondfahrt (El viaje del pequeño Peter a la Luna).

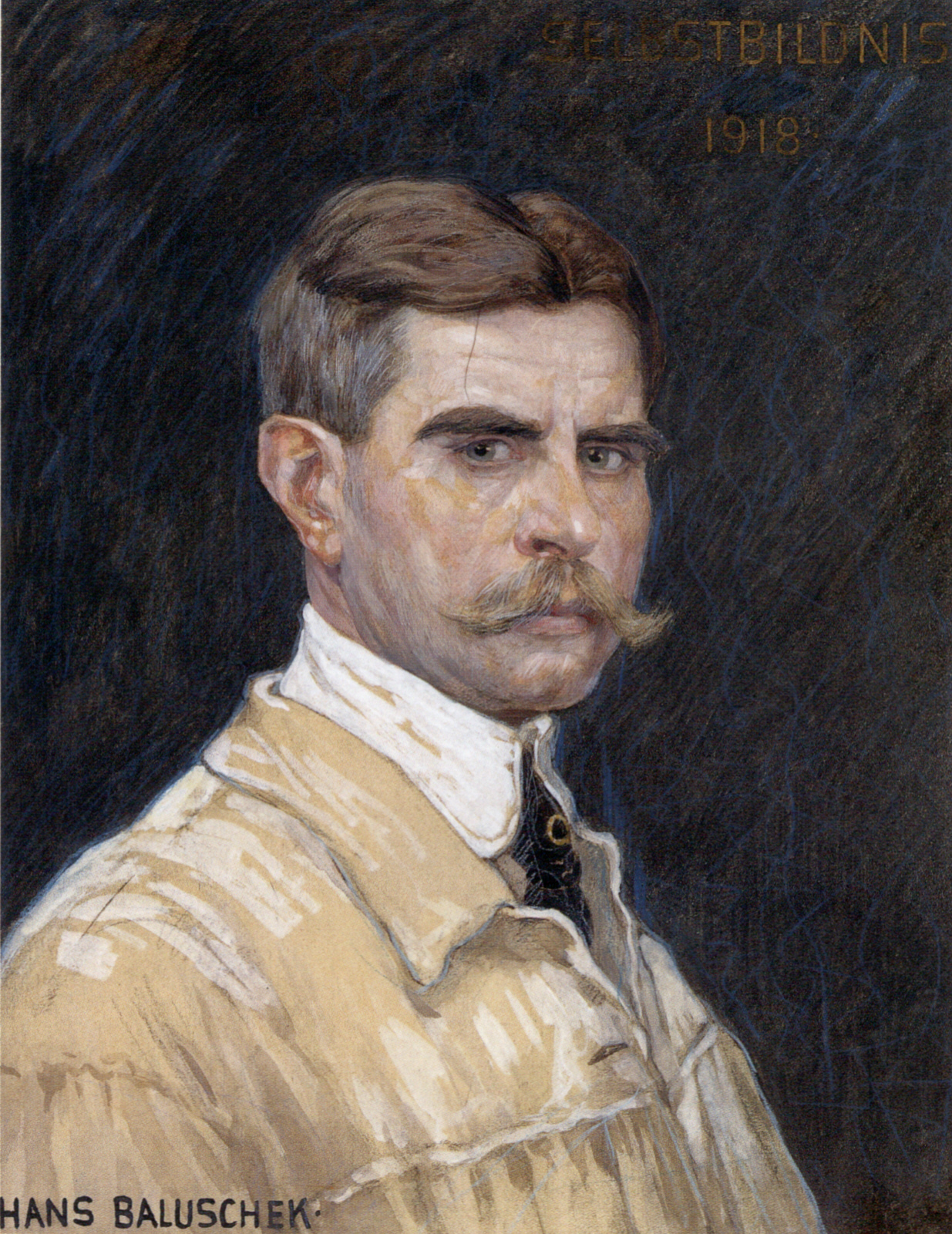
Autorretrato, 1918

Después de 1920, fue un miembro activo del Partido Socialdemócrata de Alemania, que en ese momento todavía profesaba una visión marxista de la historia.

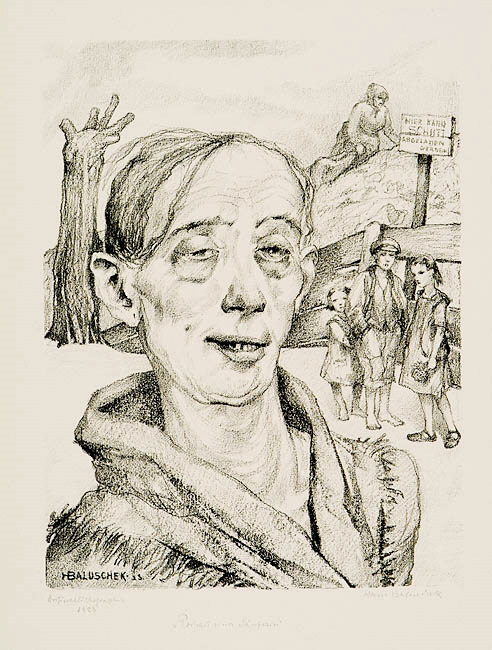
Retrato de un borracho, 1923.

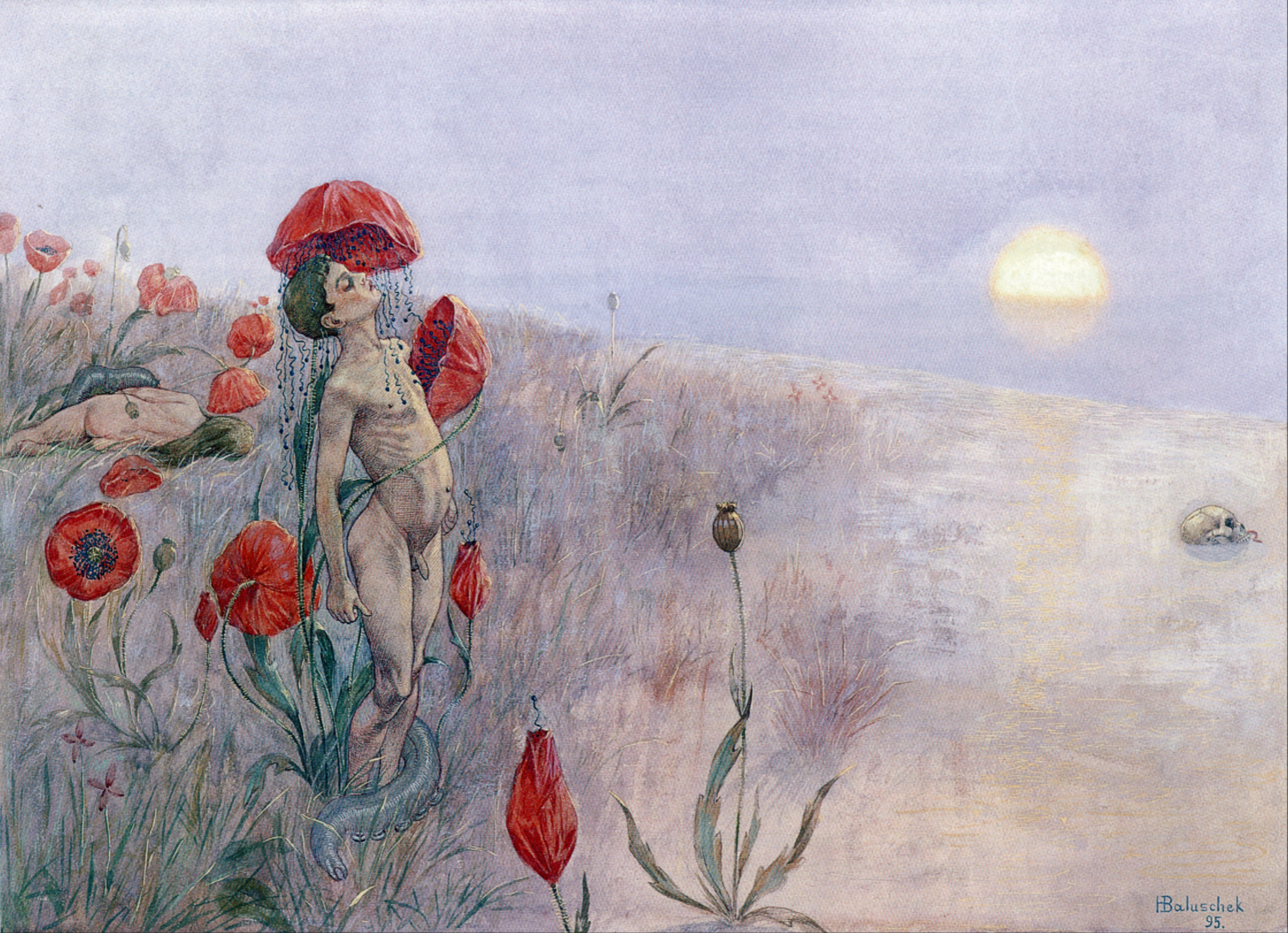
La Muerte, 1895.

## Biografía

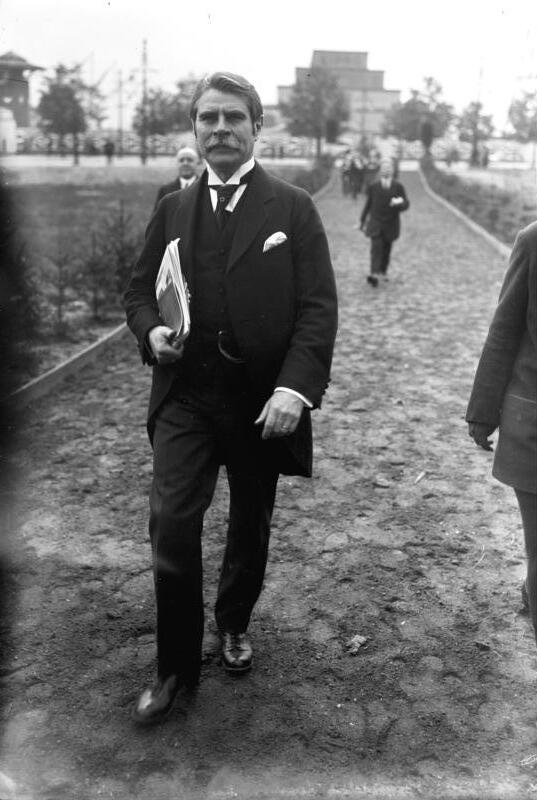
Hans Baluschek, 1930

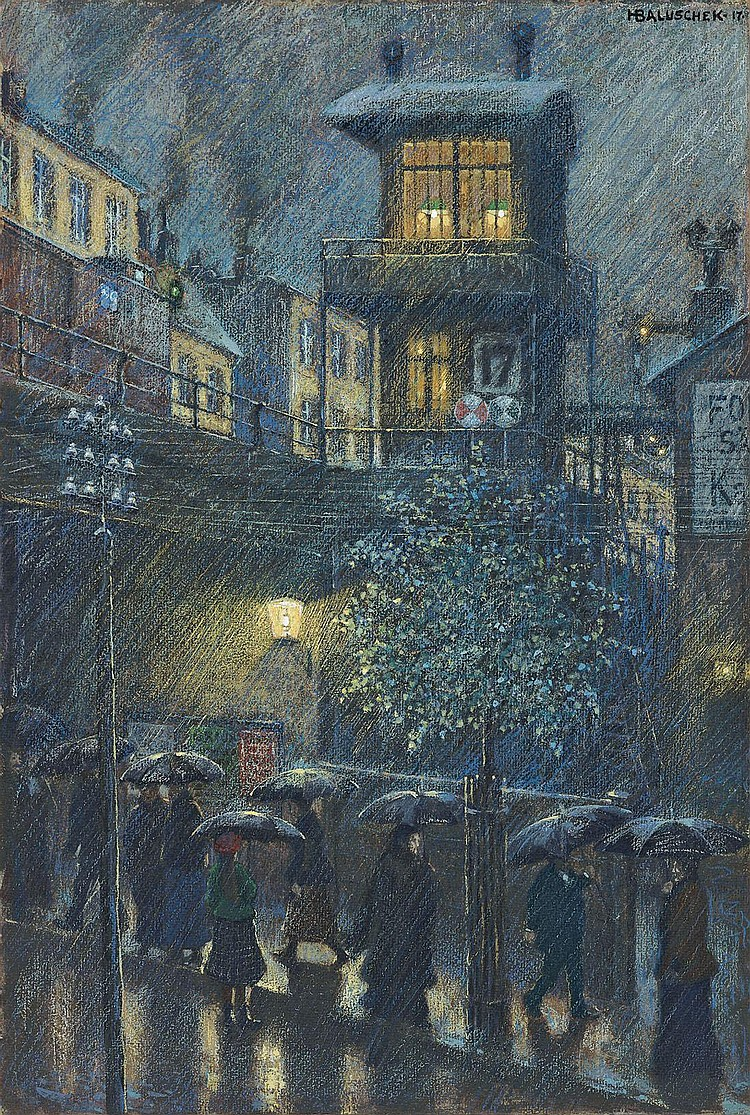
Lluvia, 1917

### Infancia y juventud (1870-1889)
Nació el 9 de mayo de 1870 en Breslavia, en ese momento la sexta ciudad más grande de Alemania (ahora Polonia), hijo de Franz Baluschek, un topógrafo e ingeniero ferroviario, y su esposa. Tenía tres hermanas, dos de las cuales murieron de tuberculosis en la infancia. Después de la guerra franco-prusiana y la fundación del Imperio Alemán en 1871, se convirtió en ingeniero independiente de ferrocarriles y vivió durante un tiempo en la pequeña ciudad de Haynau (ahora Chojnów, Polonia). Fue durante su infancia cuando desarrolló una fascinación por los ferrocarriles que luego se reflejaría en sus pinturas.
En 1876 la familia, con Hans, de 6 años, se mudó a Berlín, donde durante la siguiente década cambiaron de residencia cinco veces, viviendo en una sucesión de apartamentos de nueva construcción desarrollados expresamente para trabajadores. Berlín se encontró en medio de una crisis económica tras el pánico de 1873, pero tuvo la suerte de mantener el empleo ferroviario y pudo mantener a su familia al estilo kleinbürgerlich (pequeño burgués) en medio de los vecinos proletarios menos ricos.
Después de la escuela primaria, a los 9 años, ingresó en Askanische Gymnasium, una escuela secundaria en el distrito Tempelhof-Schöneberg de Berlín, que ofrecía planes de estudios en humanidades y ciencias naturales.
Durante la década de 1880, quedó profundamente impresionado por una exposición en Berlín de pinturas del artista ruso Vasily Vereshchagin, cuyas obras retrataban los horrores de la guerra, en particular la guerra ruso-turca de 1877-1878. Estas pinturas fueron ampliamente debatidas en los círculos artísticos de Berlín, donde su realismo gráfico sorprendió a algunos. Comenzó a copiar cuadros y a pintar sus propias escenas de guerra a la manera de Vereshchagin, cuya influencia puede detectarse en algunas de sus obras posteriores.
En 1887, su padre aceptó un trabajo en el ferrocarril en la gran isla alemana de Rügen, y la familia se mudó a la cercana Stralsund, donde completó su educación secundaria. En Stralsund fue influenciado por el instructor Max Schütte, quien enseñó a sus alumnos los principios del socialismo, enfatizando particularmente la relación entre las cuestiones económicas y sociales. – y que finalmente fue despedido debido a sus opiniones políticas de izquierda. Él y sus compañeros se dedicaron a estudiar las obras políticas de Tolstoi y Zola que eran populares en ese momento. Cuando aprobó su Abitur (examen de finalización de estudios) en 1889 y se graduó en el Gymnasium, afirmó que deseaba convertirse en pintor.

### Primeros años como artista (1890-1894)
Después de graduarse, fue admitido en la Universidad de las Artes de Berlín (Universität der Künste), donde conoció al pintor alemán Martin Brandenburg, con quien mantendría una amistad de por vida. La universidad, sin embargo, siguió siendo bastante conservadora a pesar de muchas nuevas tendencias en las artes, como el muy popular impresionismo francés. Instrucción enfocada en técnicas tradicionales e historia del arte.
Vivía en el distrito Schöneberg de Berlín. Su cuaderno de bocetos más antiguo conocido data de 1889 e incluye un autorretrato que lo muestra vestido de estudiante. Entre sus primeras obras se encuentran escenas militares y de guerra, junto con representaciones de la vida callejera en Stralsund y Berlín. En la década de 1890 produjo ilustraciones de las diferencias de clases y la vida proletaria en Berlín, en las que finalmente se alejó de las técnicas tradicionales.
Dejó la universidad de artes en 1893 y comenzó a trabajar como artista independiente, centrándose ahora casi exclusivamente en las diferencias de clases sociales. – lo que lo convirtió en un outsider en la escena artística conservadora de la Alemania guillermina. Mientras tanto, leía las obras de tendencia izquierdista de Gerhart Hauptmann, Tolstoi, Ibsen, Johannes Schlaf y Arno Holz y estaba fuertemente influenciado por la literatura del naturalismo.

### Desarrollo artístico (1894-1914)

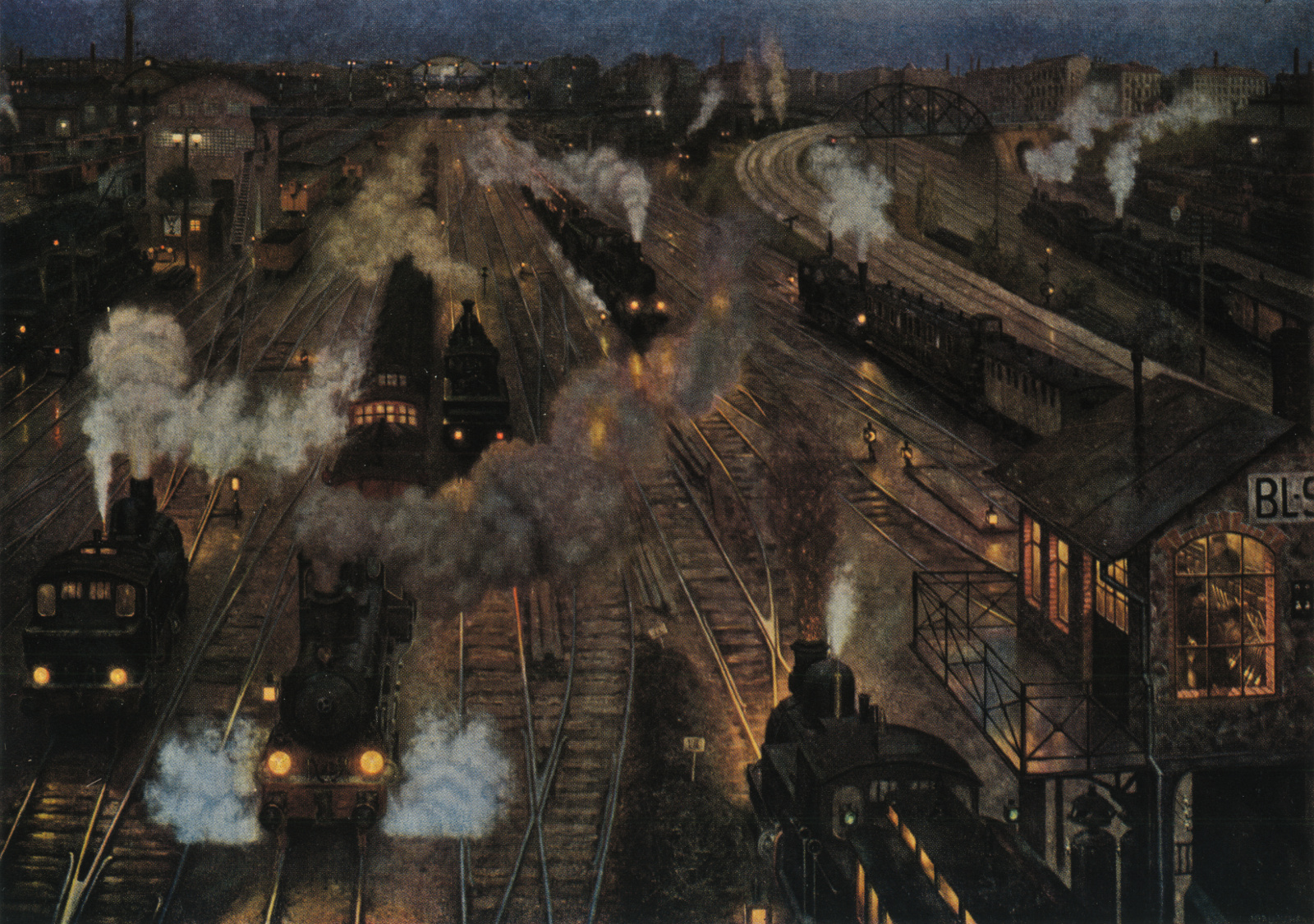
Estación de tren de la gran ciudad, 1904

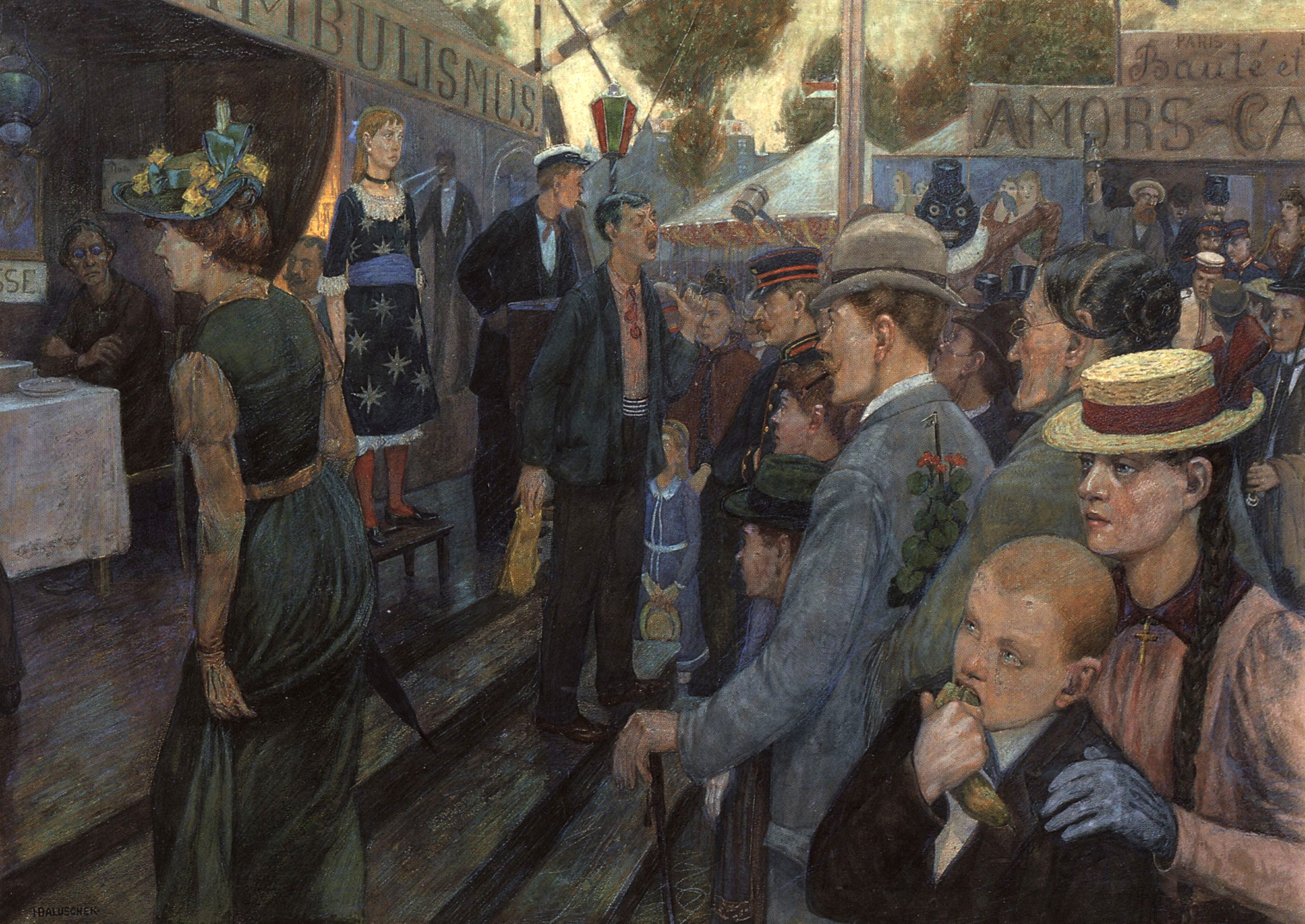
Parque de atracciones Hasenheide, 1895

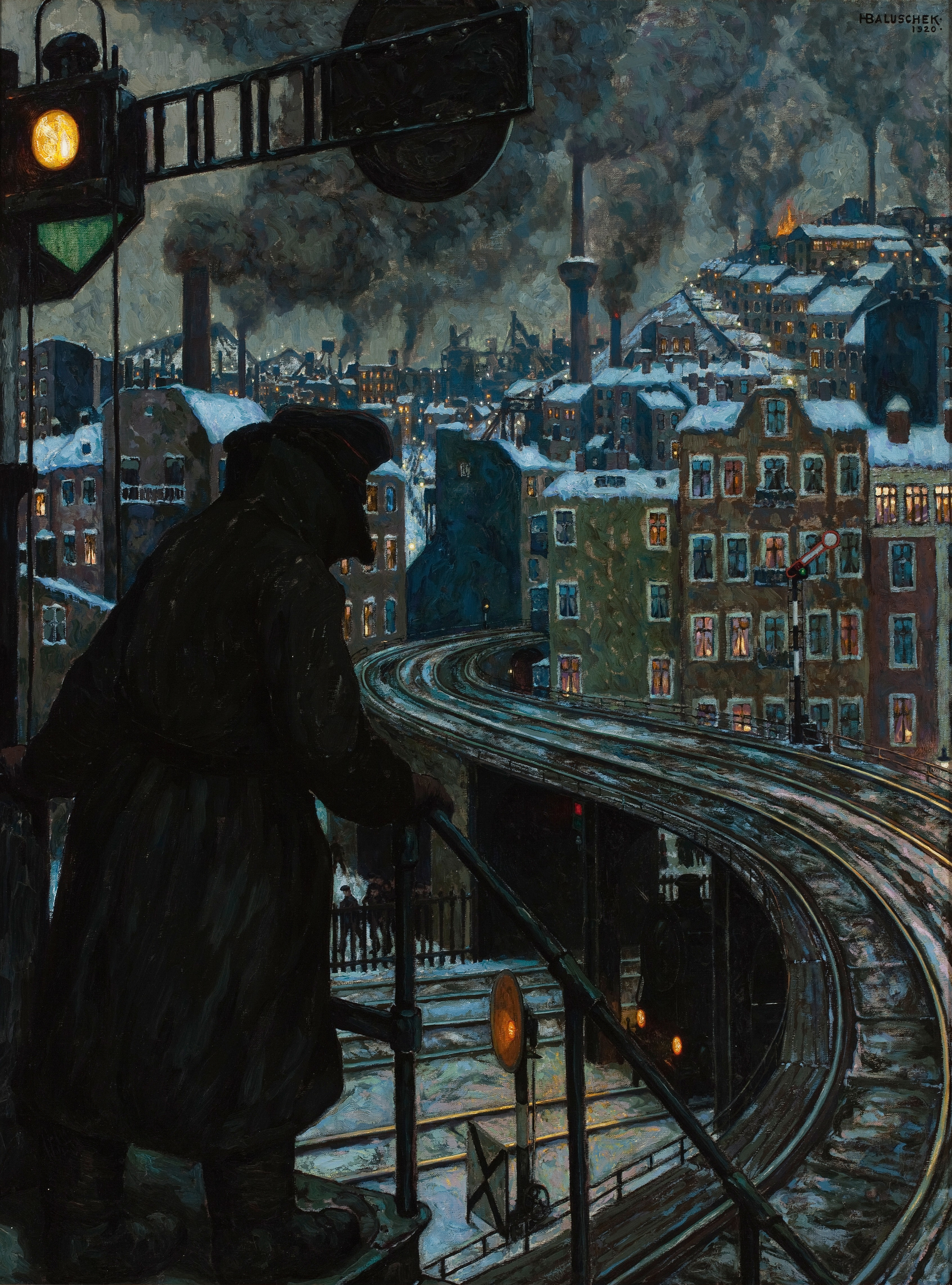
Ciudad de los Trabajadores, 1920

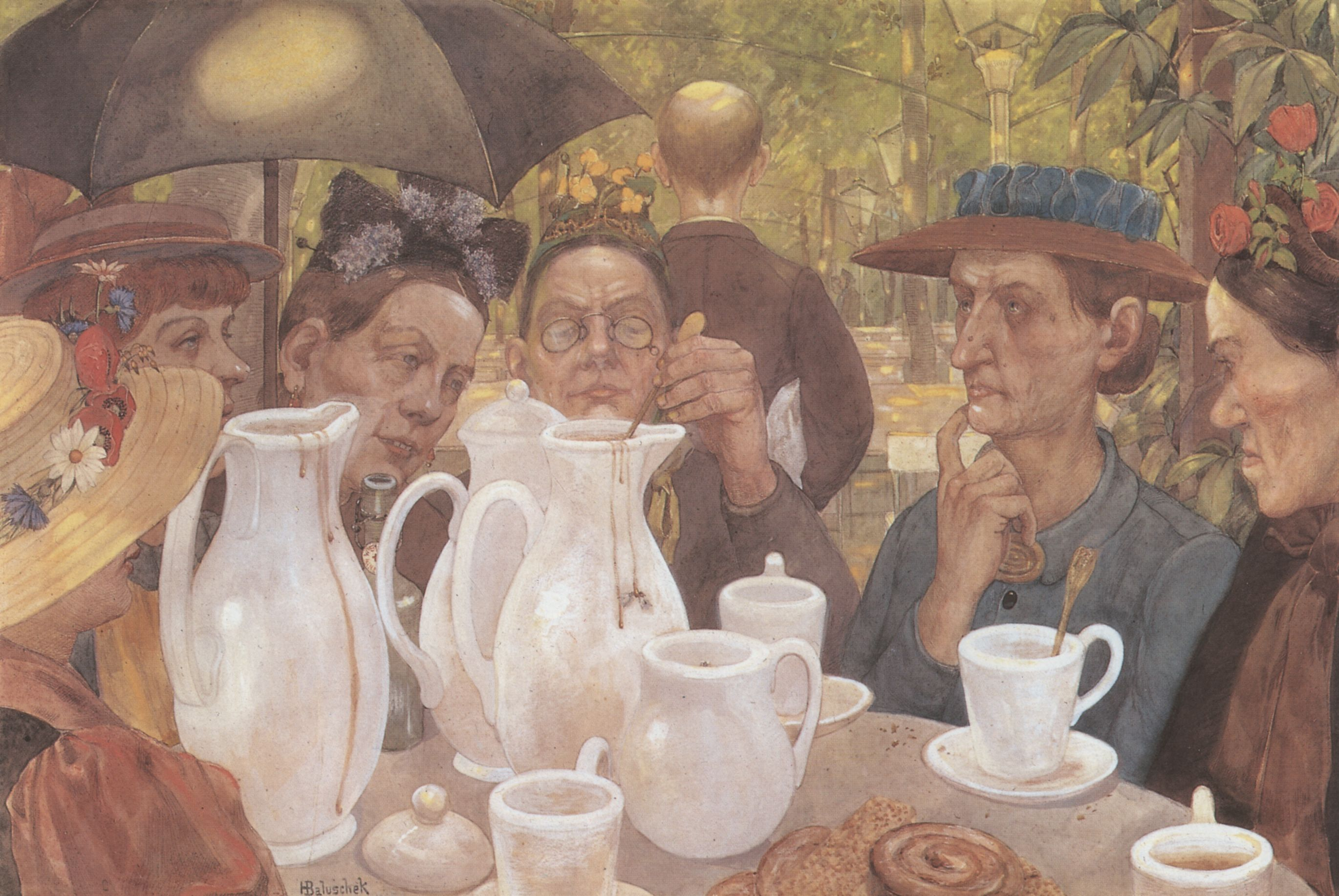
Aquí la familia puede hacer café, 1895

En 1894 coomenzó el período principal de su desarrollo artístico que se extendió durante dos décadas, hasta el comienzo de la Primera Guerra Mundial en 1914. Se identificó con la oposición al arte representativo tradicional y forjó relaciones con artistas del círculo dominado por el impresionista Max Liebermann (posteriormente clasificado por los nazis como practicante del «arte degenerado»). Sus pinturas de esta época muestran la vida en las afueras de Berlín, donde la construcción de fábricas, complejos de apartamentos y ferrocarriles estaba en auge. Sus temas favoritos incluían fábricas, cementerios y, sobre todo, la gente trabajadora de Berlín. Por ejemplo, su obra de 1894 Mittag (Mediodía) muestra a mujeres con niños llevando cestas de almuerzo a sus esposos empleados en las fábricas y evoca el «trabajo interminable» de la vida de la clase trabajadora, con su constante repetición de las tareas diarias. En Eisenbahner-Feierabend (Noche libre del ferroviario) de 1895, este tema está representado por un solo trabajador que regresa exhausto del trabajo con un telón de fondo de instalaciones ferroviarias, chimeneas y cables de tranvía, y es recibido por niños ansiosos.
En ese momento mantenía amistad con el poeta de vanguardia Richard Dehmel, conocido por poemas como Der Arbeitmann (El trabajador) y Vierter Klasse (Cuarta clase); y creo una ilustración de portada para una de sus colecciones de poemas Weib und Welt (La mujer y el mundo), publicada en 1896. También desarrolló relaciones con varios escritores de izquierda, entre ellos el poeta y dramaturgo Arno Holz, conocido por Phantasus (1898), una colección de poesía que describe a los artistas hambrientos del distrito Wedding de Berlín; que fue para él una figura clave del naturalismo literario y un mentor espiritual. Por esta época, desarrolló su propio estilo de pintura, utilizando técnicas de acuarela y gouache; rara vez pintaba al óleo. La superficie se preparaba primero con lápiz de tiza al óleo, que creía que era particularmente receptivo a los tonos urbanos grises del Berlín de la clase trabajadora.
En la segunda mitad de la década de 1890, fue ganando progresivamente reconocimiento en la escena artística berlinesa, especialmente después de las exposiciones de 1895, 1896 y 1897 con Martin Brandenburg. Aunque había sido expuesto anteriormente en pequeñas galerías, ésta fue su primera exposición ante un público más amplio. Si bien Liebermann y otros artistas habían pintado temas proletarios, su obra ahora se consideraba nueva e inusual. El coleccionista de arte berlinés Karl Bröhan señaló que la «honestidad directa» de sus «retazos de la vida» eran «inquietantemente provocativos». Su retrato del entorno de vida inhumano y las sombrías condiciones de trabajo detrás de la fachada a menudo ostentosa de la sociedad muestra, según el crítico de arte Willy Pastor, «que detrás de escena se esconde algo más que una historia acogedora».
En estas exposiciones, los críticos de arte vagaban con asombro de cuadro en cuadro, que algunos consideraban falto de gusto y refinamiento. En obras como Parque de atracciones Hasenheide (1895), un ambiente festivo superficial contrasta con las expresiones amargas de los supuestos juerguistas. En Aquí una familia puede hacer café (1895), los rostros desgastados y arrugados de las mujeres evocan un estado de ánimo similar, mientras que en Tingle-tangle (1890), el interior decorado patrióticamente de un local nocturno contrasta con una actuación atrevida de una prostituta. En el parque de atracciones de Berlín, un trabajador adolescente que fuma cigarrillos contrasta con un niño que infla un globo, y la acuarela Casas nuevas (1895) representa hileras monótonas de viviendas nuevas vacías cerca de una fábrica.
A finales del siglo XIX, la escena artística berlinesa se dividió en dos bandos debido al descontento de los artistas innovadores con las exposiciones autorizadas oficialmente en los museos de la ciudad. Bajo la dirección del impresionista Walter Leistikow, se fundó en 1892 el grupo artístico «XI», y fue invitado a participar en sus exposiciones. En 1898, muchos miembros del este grupo, también liderados por Leistikow, formaron la Secesión de Berlín — entre ellos Baluschek, que se convirtió en secretario del grupo. La Secesión también reclutó a los artistas alemanes Käthe Kollwitz, Otto Nagel y Heinrich Zille, y defendió el impresionismo, el puntillismo y el simbolismo franceses. Presentó regularmente su trabajo en exposiciones de Secession, convirtiéndose en un contraste para los críticos conservadores. Por ejemplo, Waldemar Count von Oriola, diputado del Reichstag por el Partido Nacional Liberal, calificó su trabajo como una «parodia desenfrenada de las normas estéticas».
En 1900 se enamoró de la actriz de teatro Charlotte von Pazatka-Lipinsky, y pintó una artística declaración de amor hacia ella en forma de cuadro de cuento de hadas, en el que aparecía como un elfo regalando una rosa a una dama que se parecía a ella. Se casaron en 1902 y se mudaron a una casa en el distrito Tiergarten de Berlín. Sin embargo, su matrimonio inicialmente romántico resultó sin hijos y personalmente insatisfactorio, y se divorciaron en 1913. 
Fue perfilado en 1904 como el primero de una serie de monografías de Hermann Esswein titulada Ilustradores modernos, que más tarde incluyó a Edvard Munch, Toulouse-Lautrec y Aubrey Beardsley. Esswein destacó no sólo sus populares ilustraciones de cuentos de hadas, sino también sus crudas interpretaciones de la vida de la clase trabajadora berlinesa.
En 1908 se convirtió en miembro de la junta directiva de la Secesión de Berlín, en cuyo cargo se vio involucrado en un debate cada vez más polémico. El advenimiento del expresionismo provocó discusiones entre los miembros de la Secesión. Por ejemplo, Max Beckmann se quejó de «un insolente descaro tras otro» por parte de la nueva generación de pintores, y Liebermann obstruyó una exposición sobre la Secesión en la que aparecía Henri Matisse. En 1910, un grupo disidente más vanguardista, la Nueva Secesión, liderado por Georg Tappert y Max Pechstein, organizó una «exposición de obras rechazadas por la Secesión de Berlín». En 1913 la controversia interna alcanzó su punto máximo, precipitando la dimisión de 42 artistas de la Secesión, incluida toda la junta directiva, entre ellos Baluschek. Ese mismo año se casó con Irene Drösse, una ex estudiante de arte de 25 años, matrimonio que perduró y durante la Primera Guerra Mundial tuvieron dos hijas.

### Desarrollo durante la Primera Guerra Mundial (1914-1918)

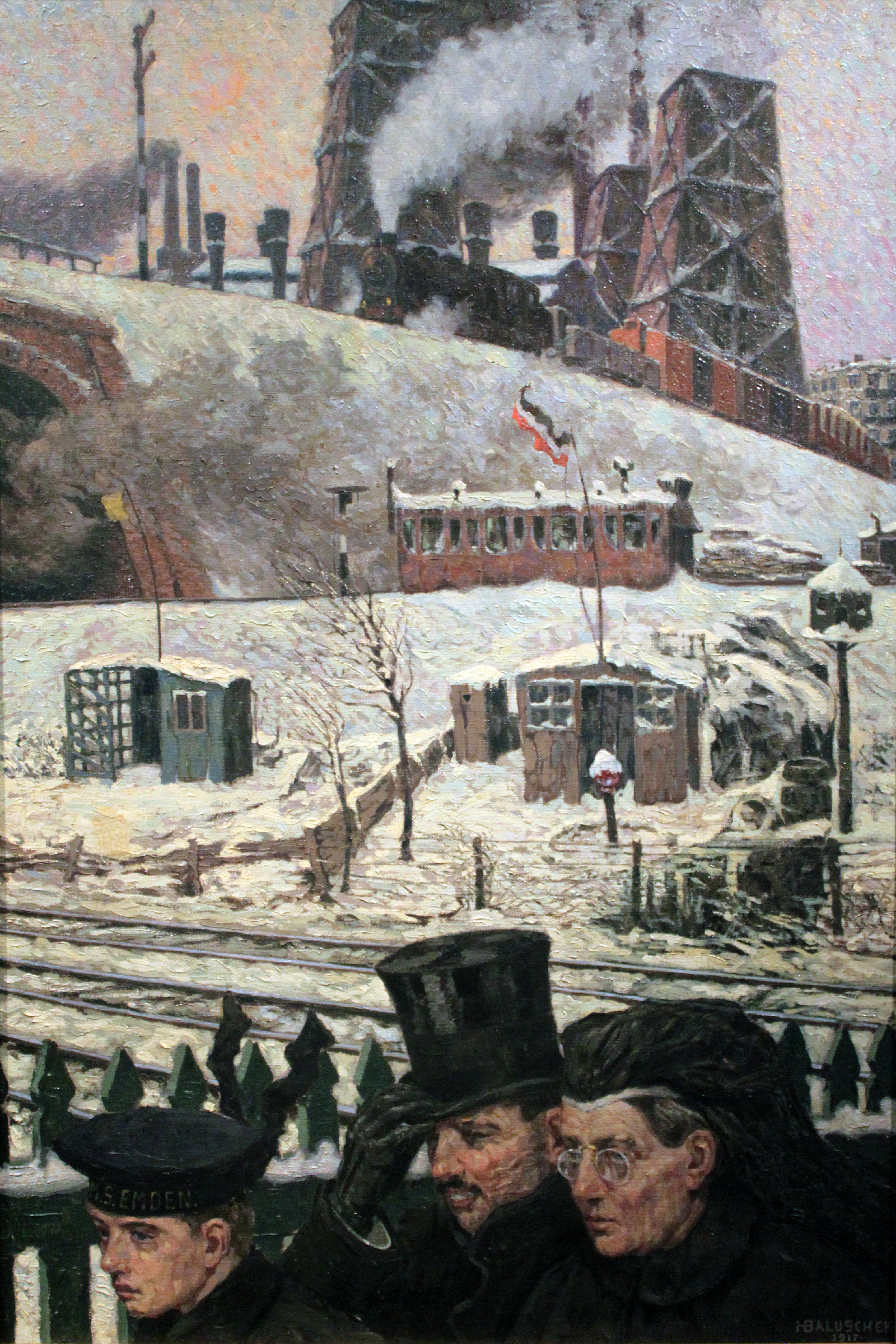
Guerra de invierno, 1917

La Primera Guerra Mundial tuvo una profunda influencia en la escena artística de Berlín y en los artistas individuales. La declaración de guerra de Alemania a Rusia y Francia provocó una liberación de tensiones acumuladas durante décadas debido a las tensas relaciones internacionales y las repetidas crisis.
Incluso en la comunidad artística hubo expresiones patrióticas optimistas, aunque algunos artistas alemanes, como Kollwitz y Nagel, no participaron en la ola de entusiasmo popular. Él y Liebermann estuvieron entre los que contribuyeron a la revista Kriegszeit (Tiempo de guerra) del crítico de arte Paul Cassierer, un intento de mostrar el apoyo al esfuerzo bélico por parte de la comunidad artística, y a la publicación semanal Künstlerblätter zum Krieg (Revista de Artistas de la Guerra). Varios exmiembros de la Secesión, incluidos él y Erich Heckel, se ofrecieron como voluntarios para el ejército alemán.
Su postura patriótica estaba en desacuerdo con su antigua aversión a la monarquía Hohenzollern, pero tal vez reflejaba un resentimiento subyacente hacia la influencia omnipresente del arte francés en Alemania. En 1915, contribuyó con casi dos docenas de dibujos a un mapa de guerra publicado bajo los auspicios de una asociación de hospitales. Incluía ilustraciones de armas modernas acompañadas de un «resplandeciente texto patriótico» y representaciones espeluznantes de escenas de batalla y hospitales de campaña.

Aunque tenía unos 40 años, se ofreció como voluntario para el servicio militar y en 1916 fue destinado como reservista primero al frente occidental y luego al frente oriental. Durante su estancia en el ejército, redactó representaciones más solemnes de escenas de batalla. Su amigo cercano Martin Brandenburg, un compañero secesionista, resultó gravemente herido en los combates, perdió un ojo y murió a causa de sus heridas después de la guerra en 1919. Su pintura de 1917 Zur Heimat (A la patria) representa el ataúd de un soldado con medallas que se cargan para su transporte a Alemania y evoca el sacrificio patriótico del soldado. El fin de la guerra en 1918, con su resultado catastrófico para Alemania, le afectó profundamente, y se mantuvo alejado de la revolución que engendró la República de Weimar. Su producción artística se redujo a unas pocas ilustraciones y un Autorretrato que lo muestra con una expresión sombría.

Primera Guerra Mundial
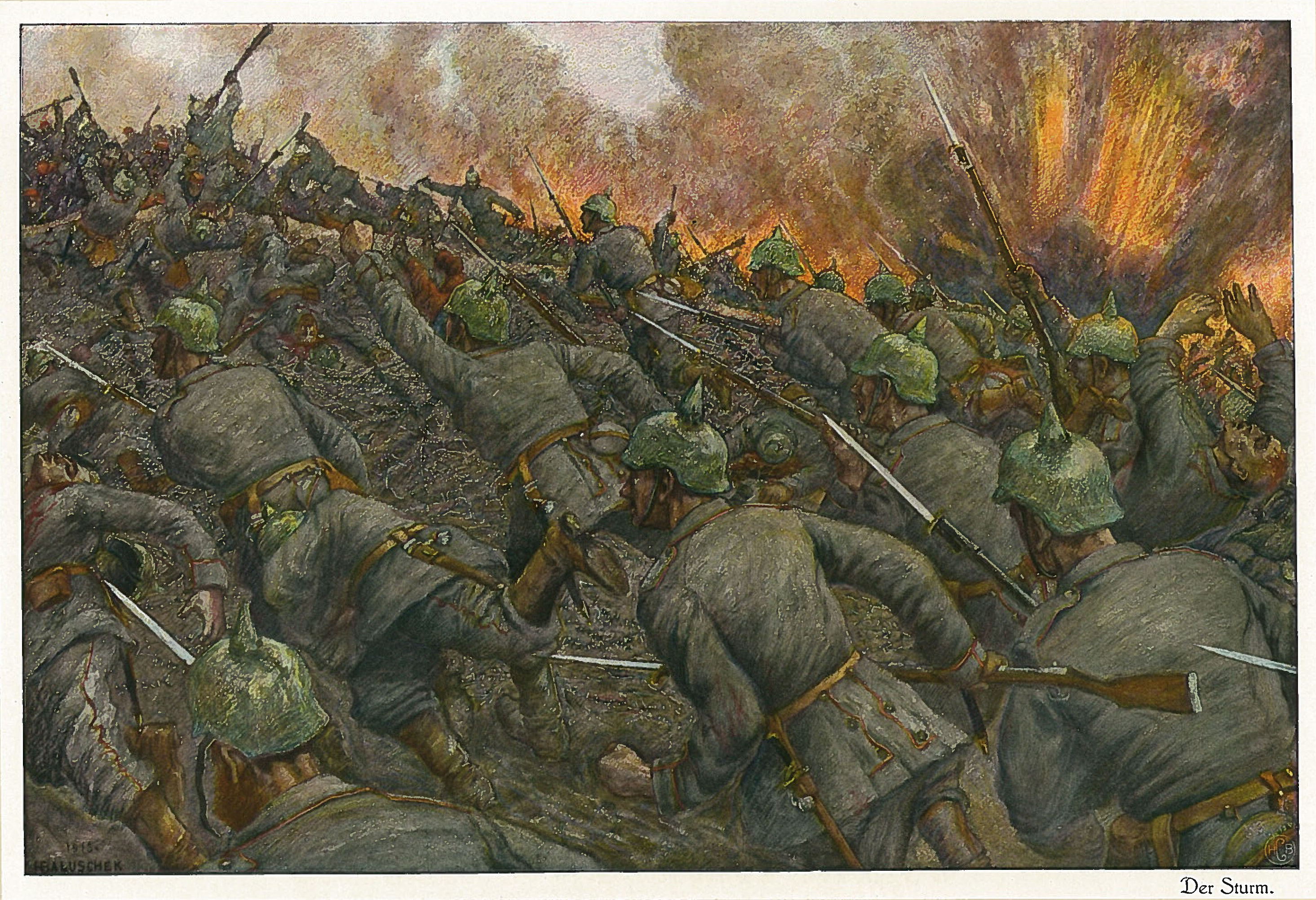
Ataque – (representando a las tropas alemanas)
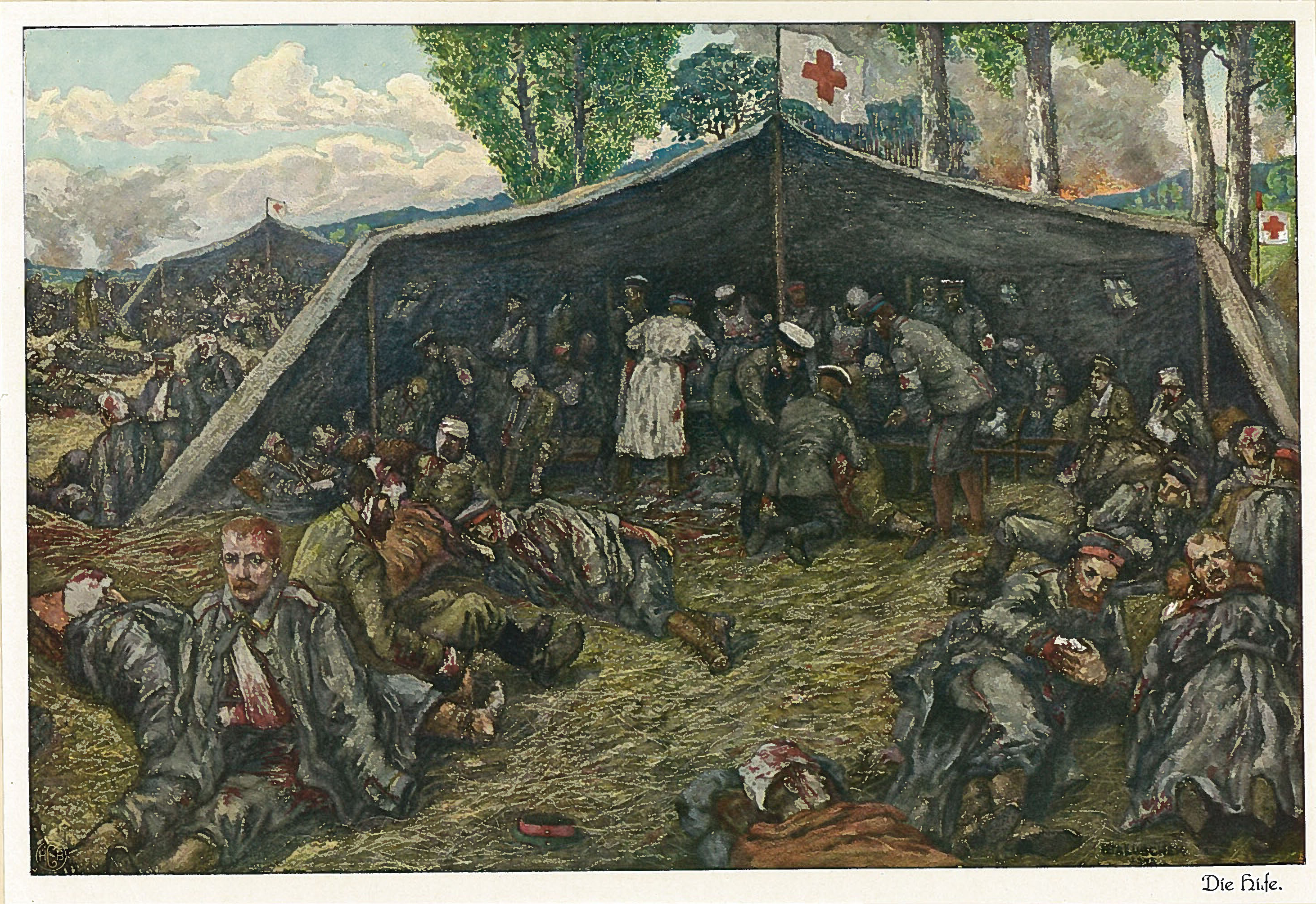
Hospital de campaña
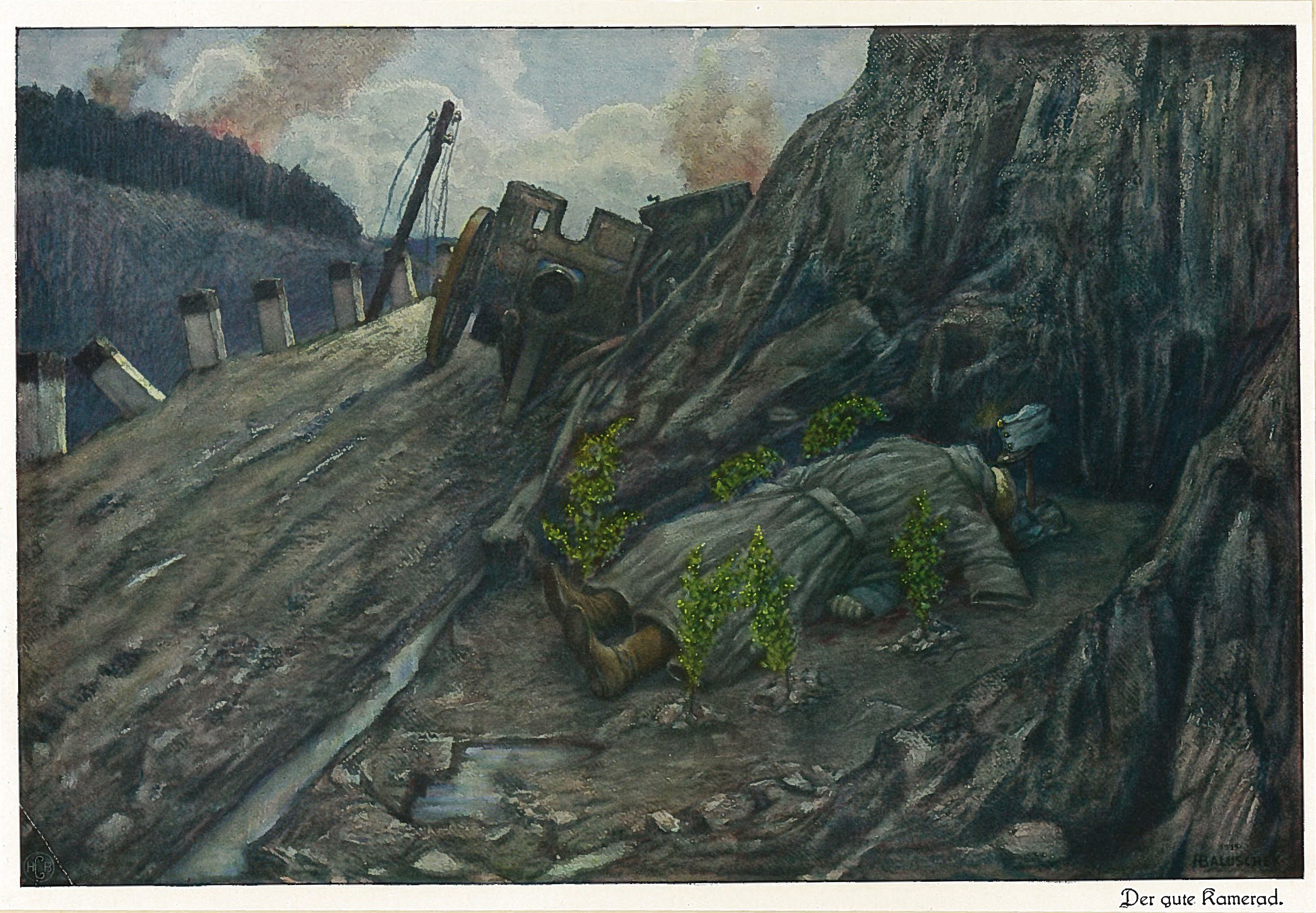
Guerra
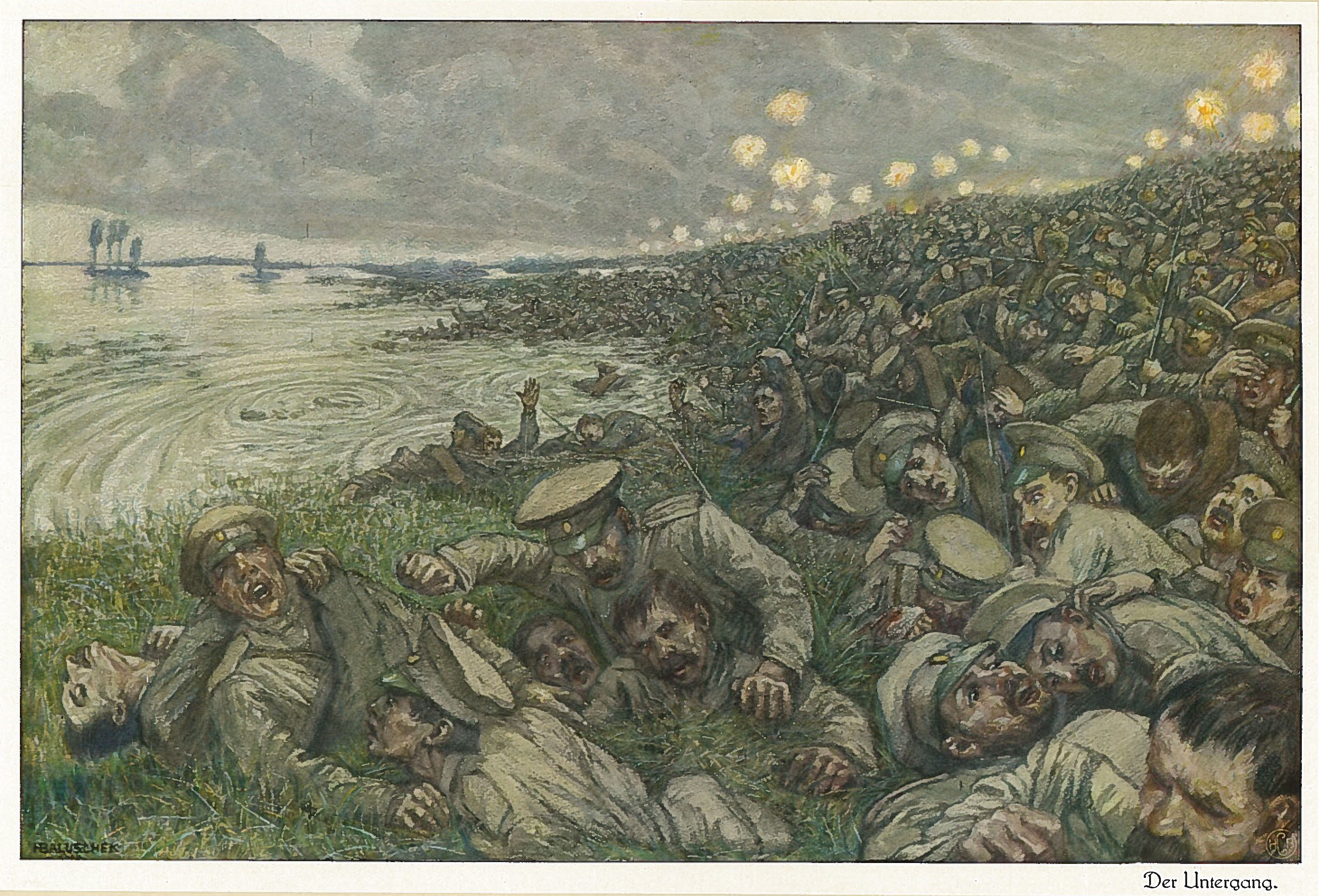
Derrota – (representando a las tropas rusas)
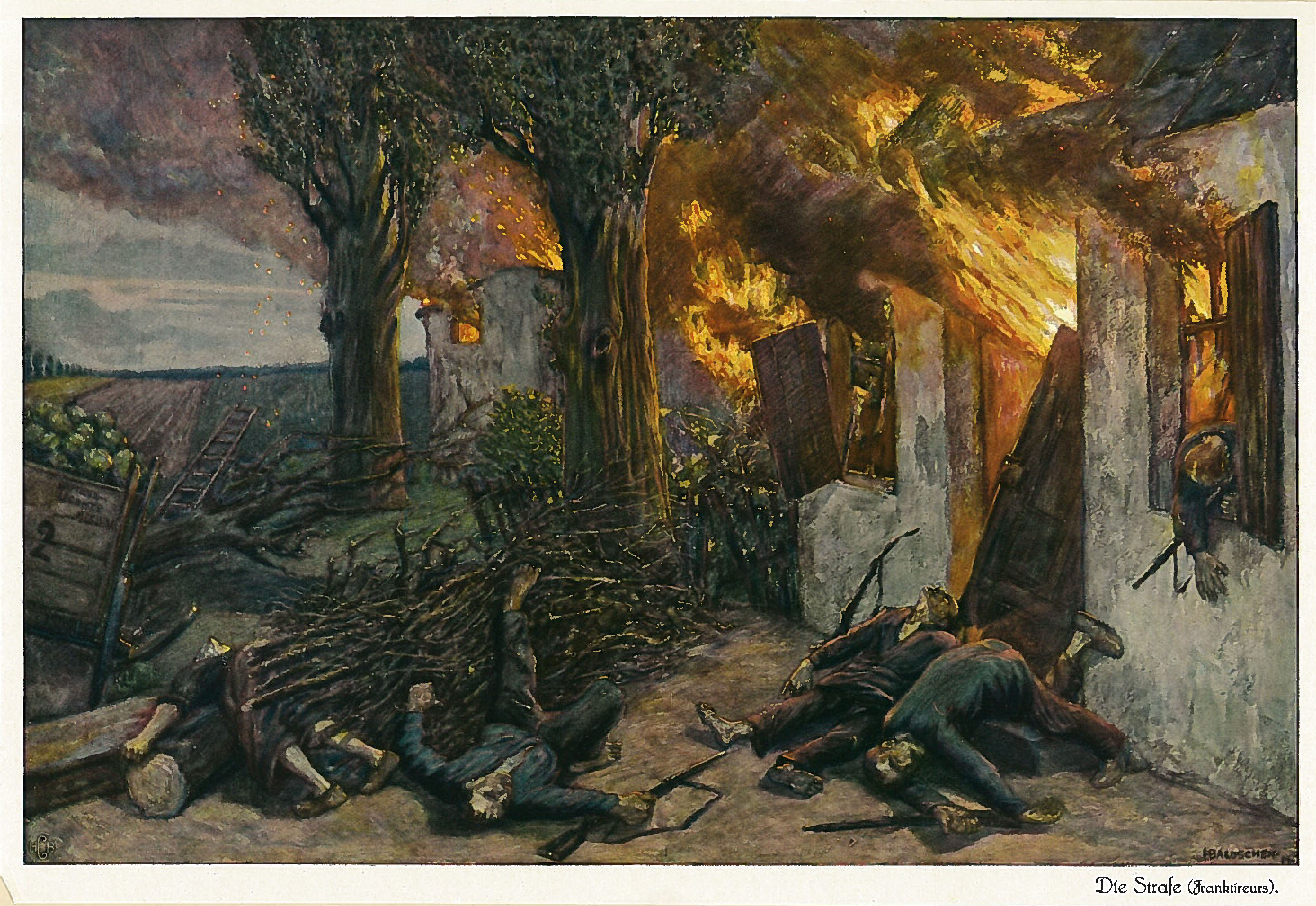
Castigo – (representando a miembros de los Francs-tireurs muertos)
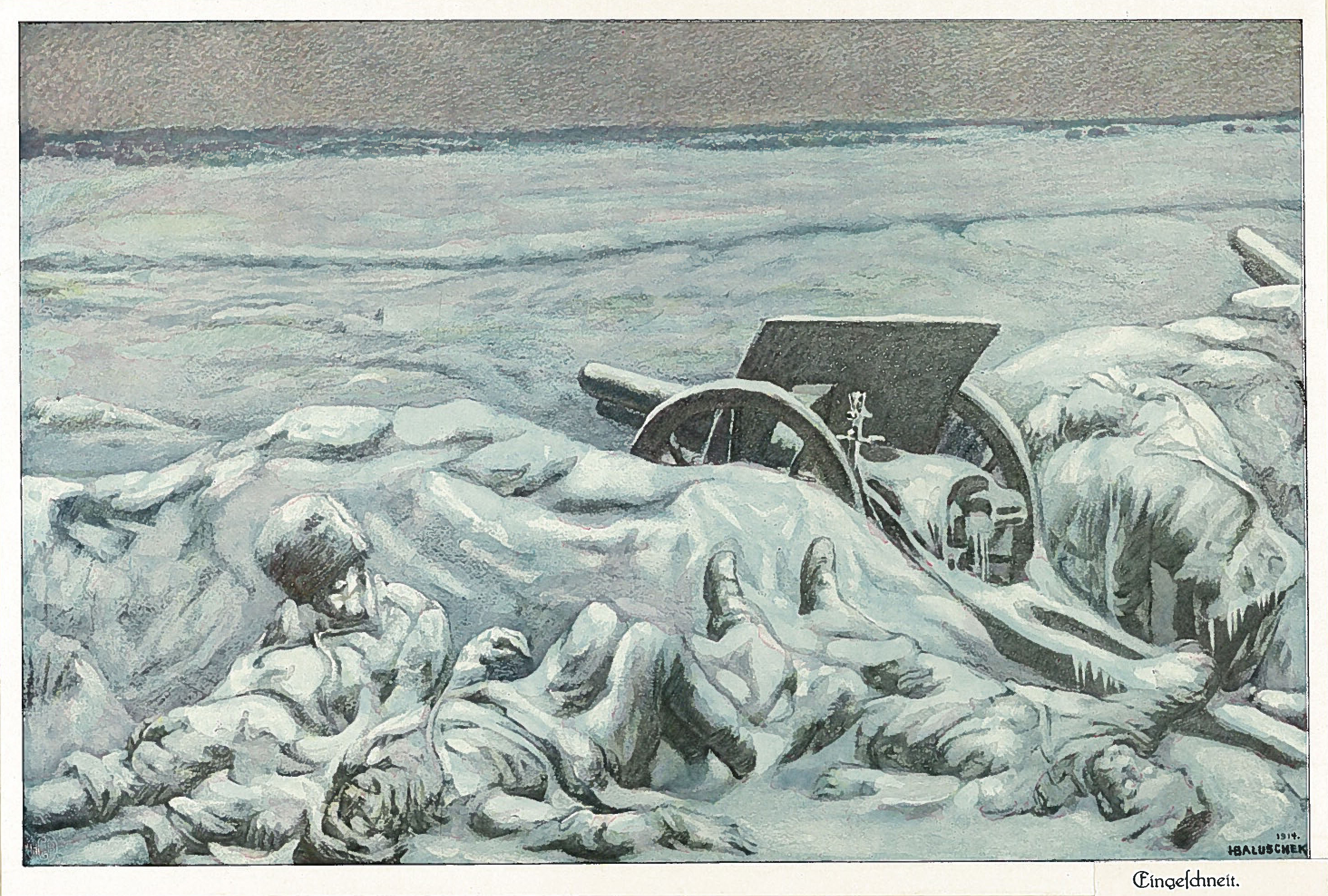
Nevados
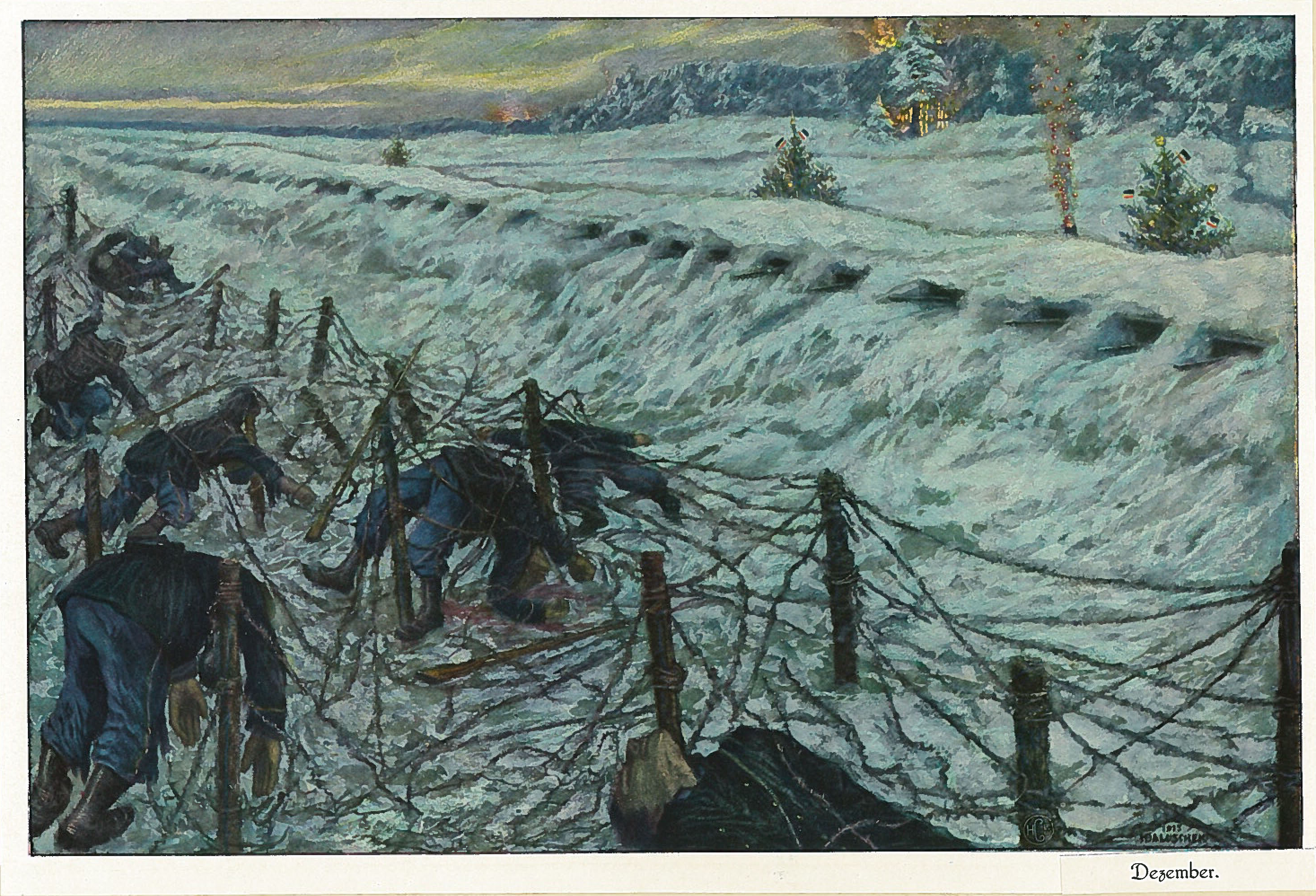
Diciembre
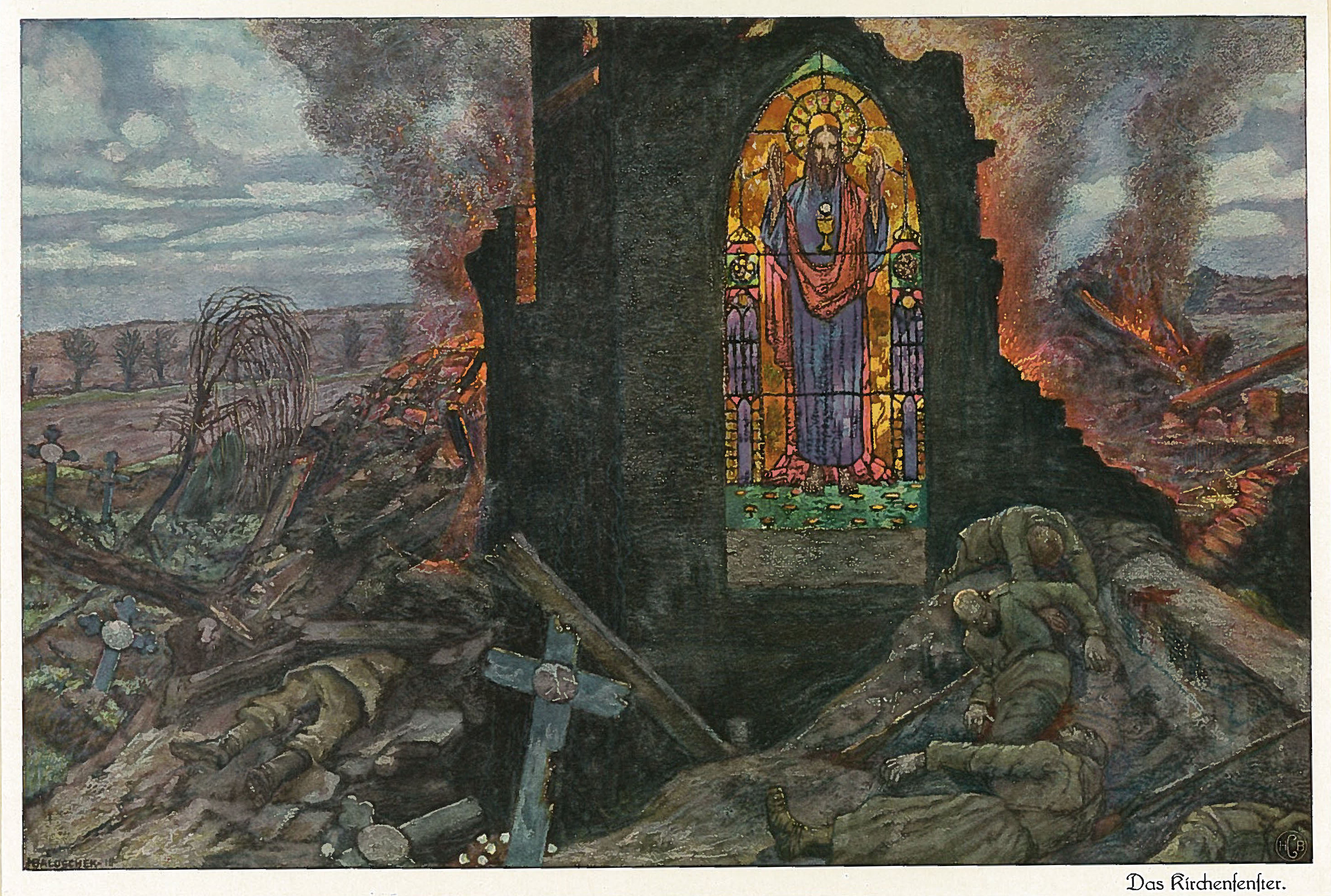
La Ventana de la Iglesia

### Los años de Weimar (1918-1935)

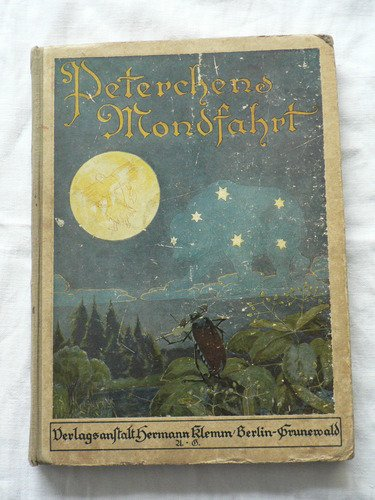
Portada con una de sus ilustraciones, 1919

Sus años siguientes años estuvieron dominados por ilustraciones de cuentos de hadas, como por ejemplo en 1919 a Peterchens Mondfahrt (El viaje del pequeño Pedro a la luna) que todavía se consideran clásicos de la literatura infantil. Ilustró otros libros infantiles, entre ellos Was der Kalender erzählt (Lo que nos dice el calendario), In's Märchenland (En el país de los cuentos de hadas) y Von Menschlein, Tierlein, Dinglein (Sobre la gente pequeña,  los animales pequeños y las cosas pequeñas), apareciendo en 1919, 1922 y 1924 respectivamente. También ilustró una edición de 1925 de Los cuentos de hadas de los hermanos Grimm. Mientras tanto, produjo carteles y material promocional para teatro y cine, junto con dibujos de vestuario para productores y escenas imaginativas de la vida berlinesa para el famoso bar de vinos Lutter & Wegner.
Como muchos otros artistas, se encontró en una crisis existencial después de la guerra, pero aprovechó las oportunidades y decidió participar activamente en la educación cultural. Apoyó la producción de la película El viaje de la Madre Krause hacia la felicidad (1919), que describía la crueldad de la pobreza y elogiaba al comunismo como fuerza salvadora. En 1920, fue uno de los fundadores de la Volkshochschule Gross-Berlin (Escuela Popular del Gran Berlín) y enseñó pintura allí.

También fue uno de los fundadores de la Bund für proletarische Literatur (Liga para la literatura proletaria), y en 1924 fue nombrado miembro del consejo asesor literario del «círculo del libro» del Partido Socialdemócrata, al que se había unido en 1920 y fue presidente de los representantes de los artistas del distrito de Schöneberg. También se convirtió en asesor del alcalde Gustav Böss y desempeñó un papel destacado en la fundación de la Oficina de Bienestar Social para los Artistas de Berlín, de la que fue presidente durante un tiempo.

Viaje a la Luna, 1919
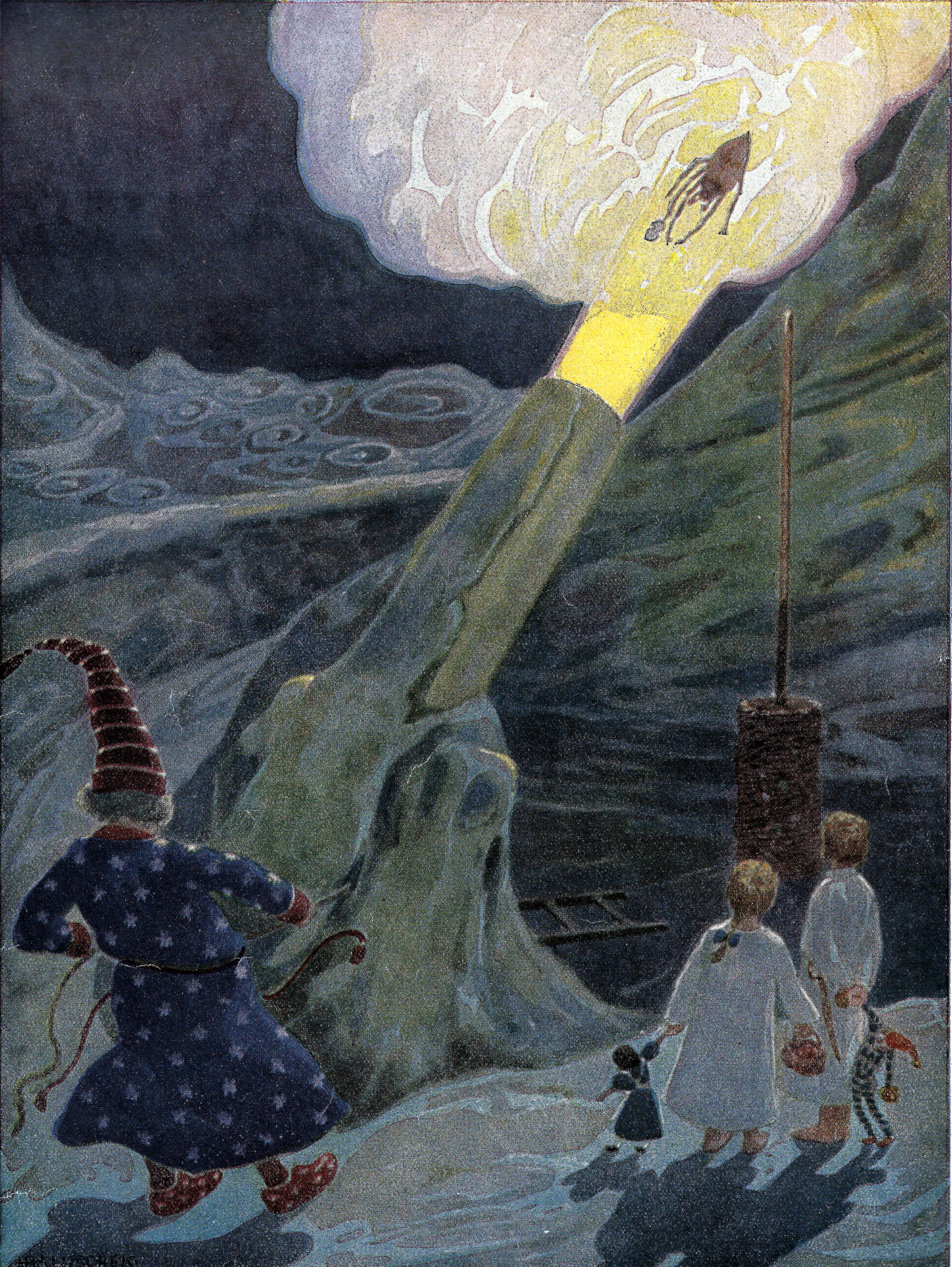
El Cañón Lunar
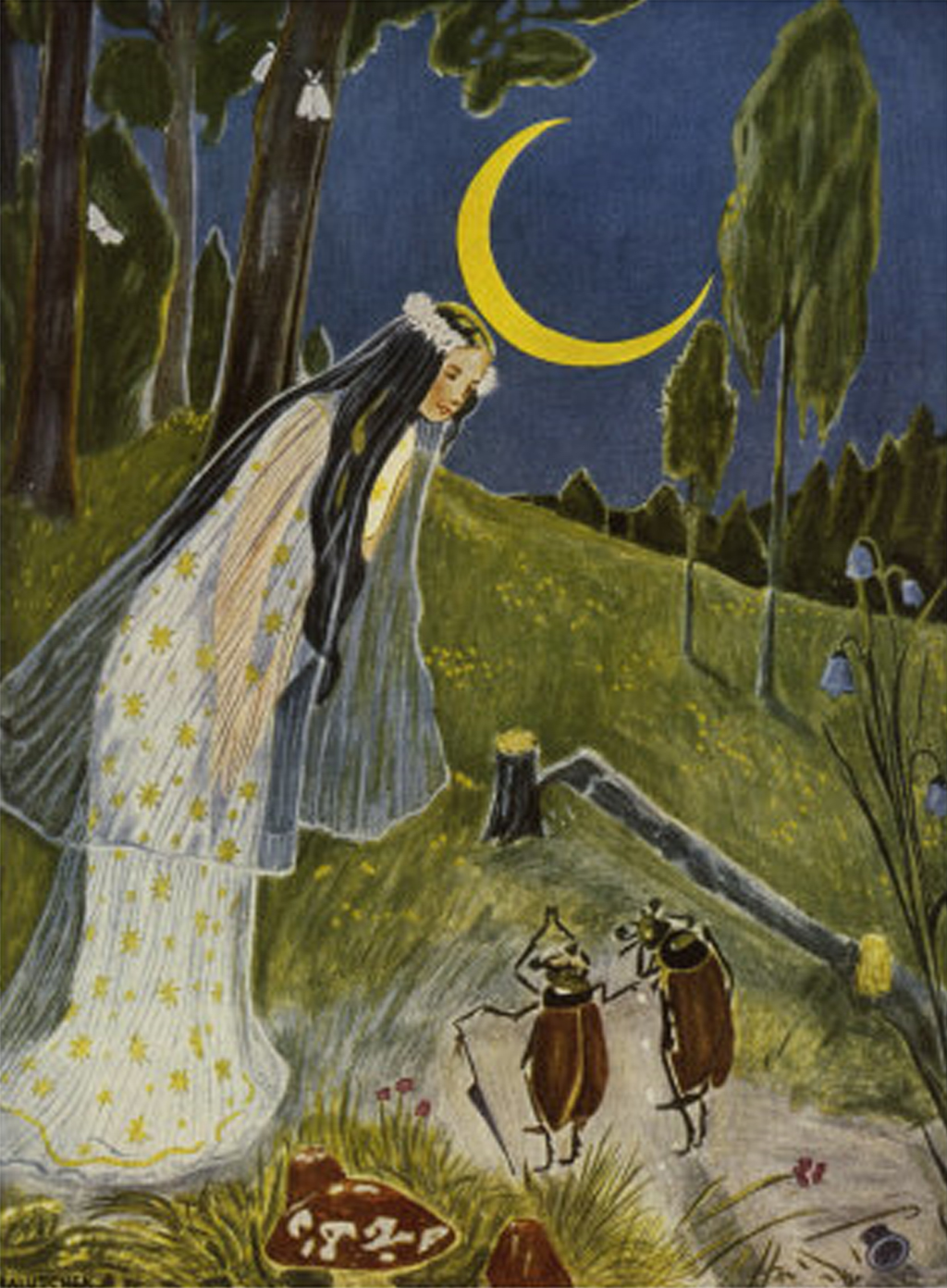
Noche
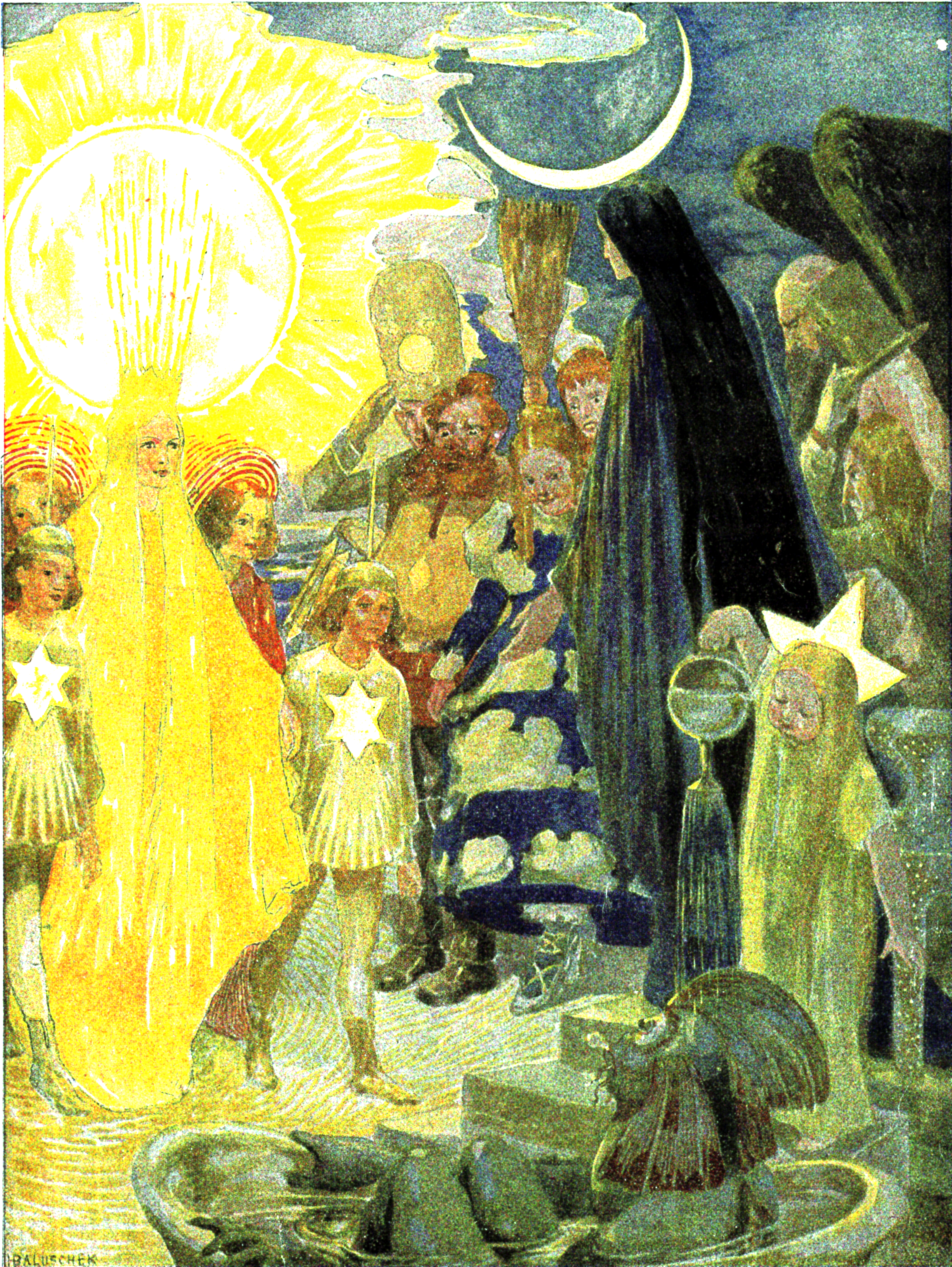
Palacio del Hada de la Noche
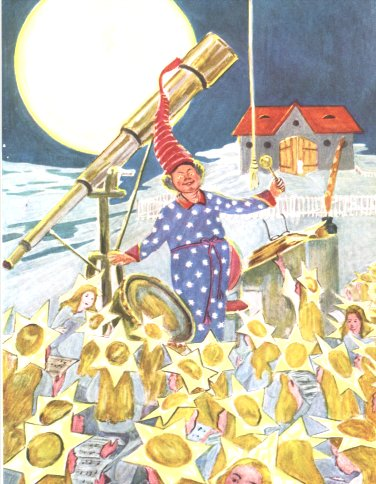
Prado Estrellado
El Cañón Lunar
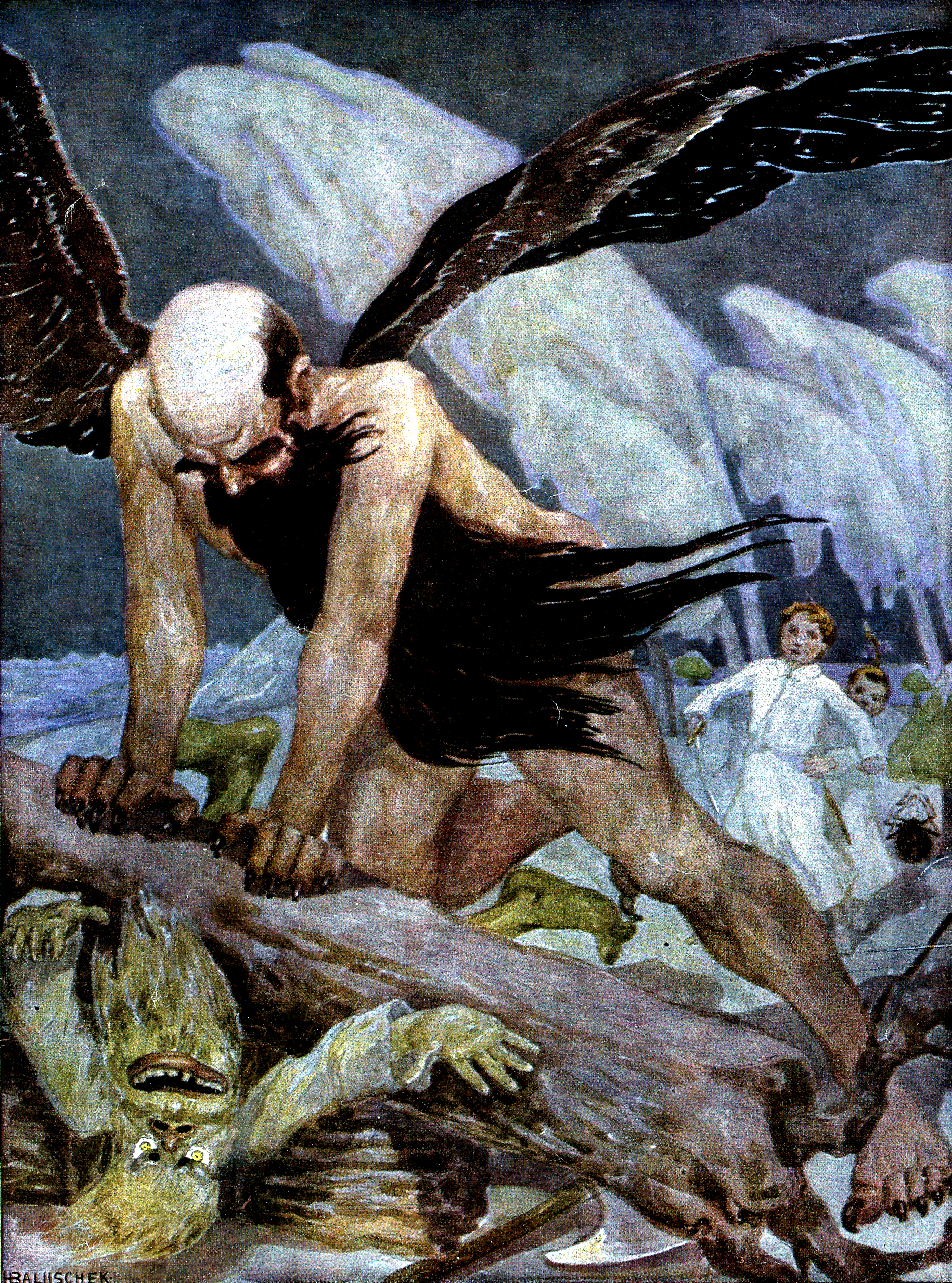
La Batalla con el Hombre-de-la-Luna
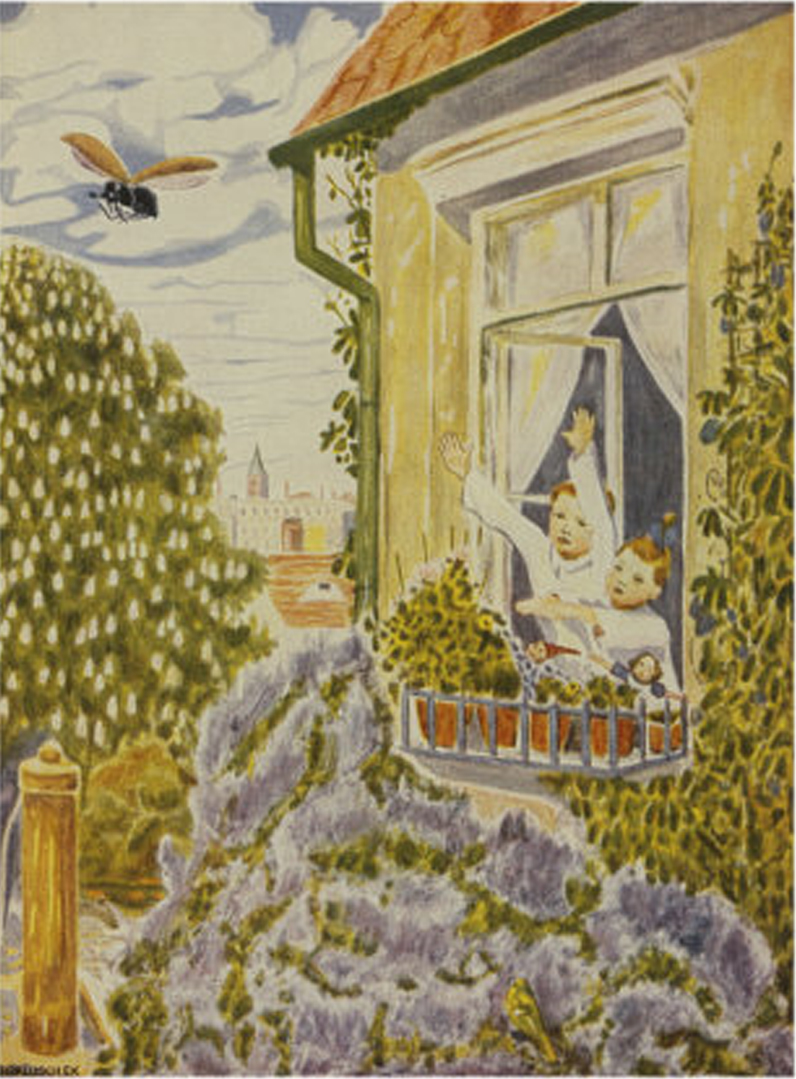
Regreso al Hogar
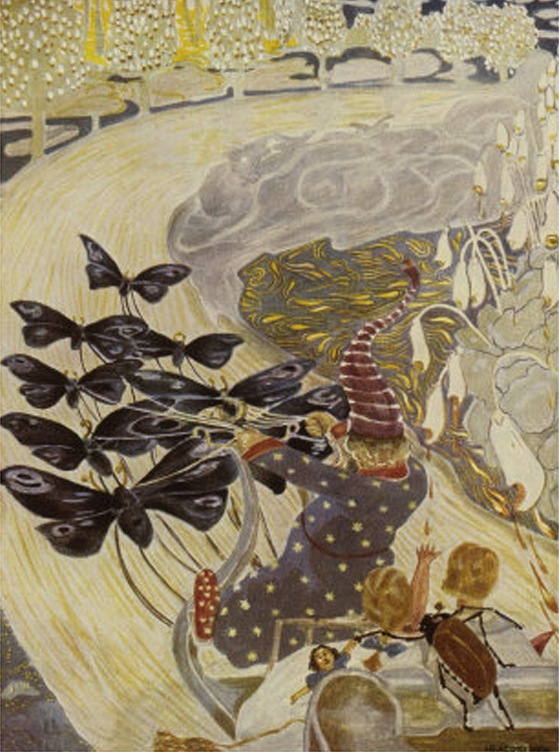
Una Ilustración del cuento Viaje a la Luna

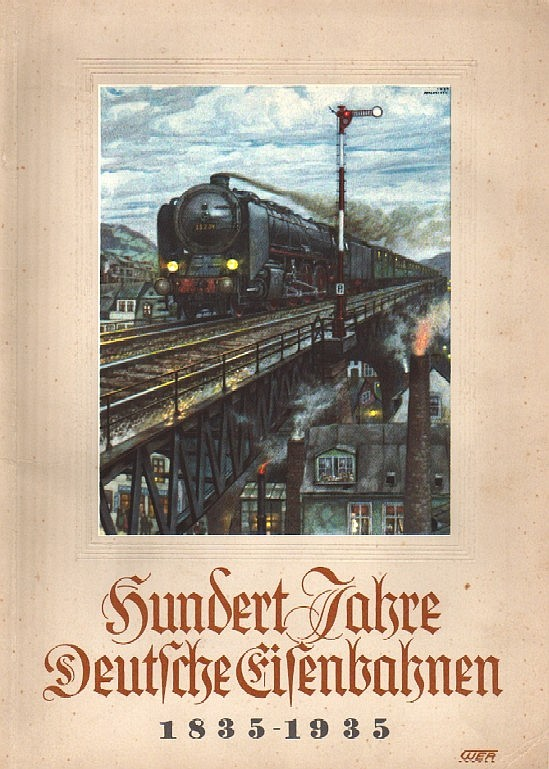
Ilustración de portada para Cien años de ferrocarriles alemanes

Ilustró varias publicaciones periódicas, incluida la Illustrierte Reichsbannerzeitung (Bandera Nacional Ilustrada Socialdemócrata), así como libros escolares y novelas; su fascinación por el transporte ferroviario se muestra en ilustraciones de este período. Pertenecía al ala izquierda de los socialdemócratas y se sentía cómodo con las actividades de los comunistas, una fuerza política importante en la Alemania de Weimar. Su pintura Zukunft (Futuro) apareció como portada de la revista comunista Hammer and Sickle en 1920. Fue uno de los 10 artistas alemanes de izquierda que contribuyeron a una conferencia internacional contra la guerra en 1924 en Ámsterdam. En 1929-1931 fue director de la Exposición de Arte del Gran Berlín.

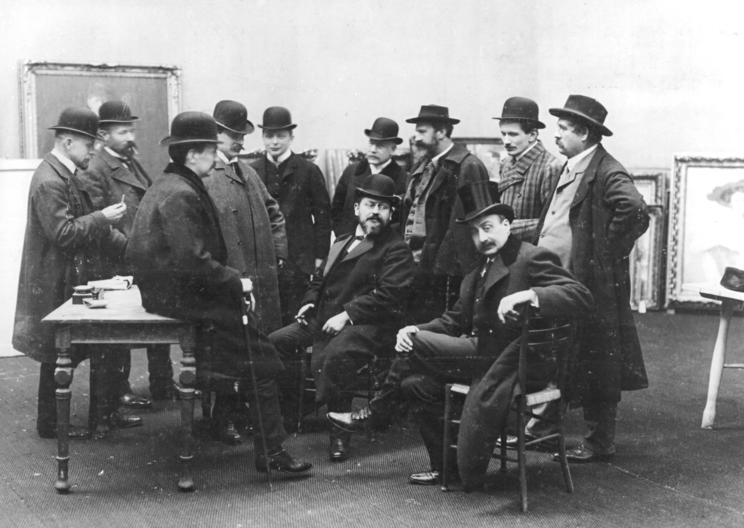
Jueces de la Secesión de Berlín(1908), de izquierda a derecha: Fritz Klimsch, August Gaul, Walter Leistikow, Hans Baluschek, Paul Cassirer, Max Slevogt (sentado),George Mosson (de pie), Max Kruse (de pie), Max Liebermann (sentado), Emil Rudolf Weiss (de pie), Lovis Corinth (de pie).

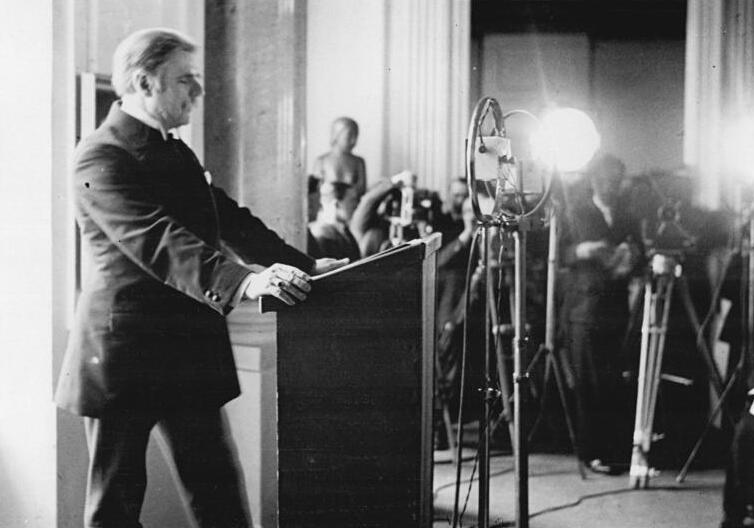
Baluschek inaugurado la Exposición de Arte del Gran Berlín en 1931

## Proscrito por los nazis
Como era de esperar, después de que los nazis llegaran al poder en enero de 1933, le tildaron de «artista marxista» y clasificaron su obra como arte degenerado (entartete Kunst). Fue destituido de todos sus cargos y se prohibió exponer sus obras.
Falleció el 28 de septiembre de 1935 en Berlín, a la edad de 65 años, y fue enterrado en el cementerio forestal de Wilmersdorf en Stahnsdorf, al sur de Berlín, cerca de Potsdam.

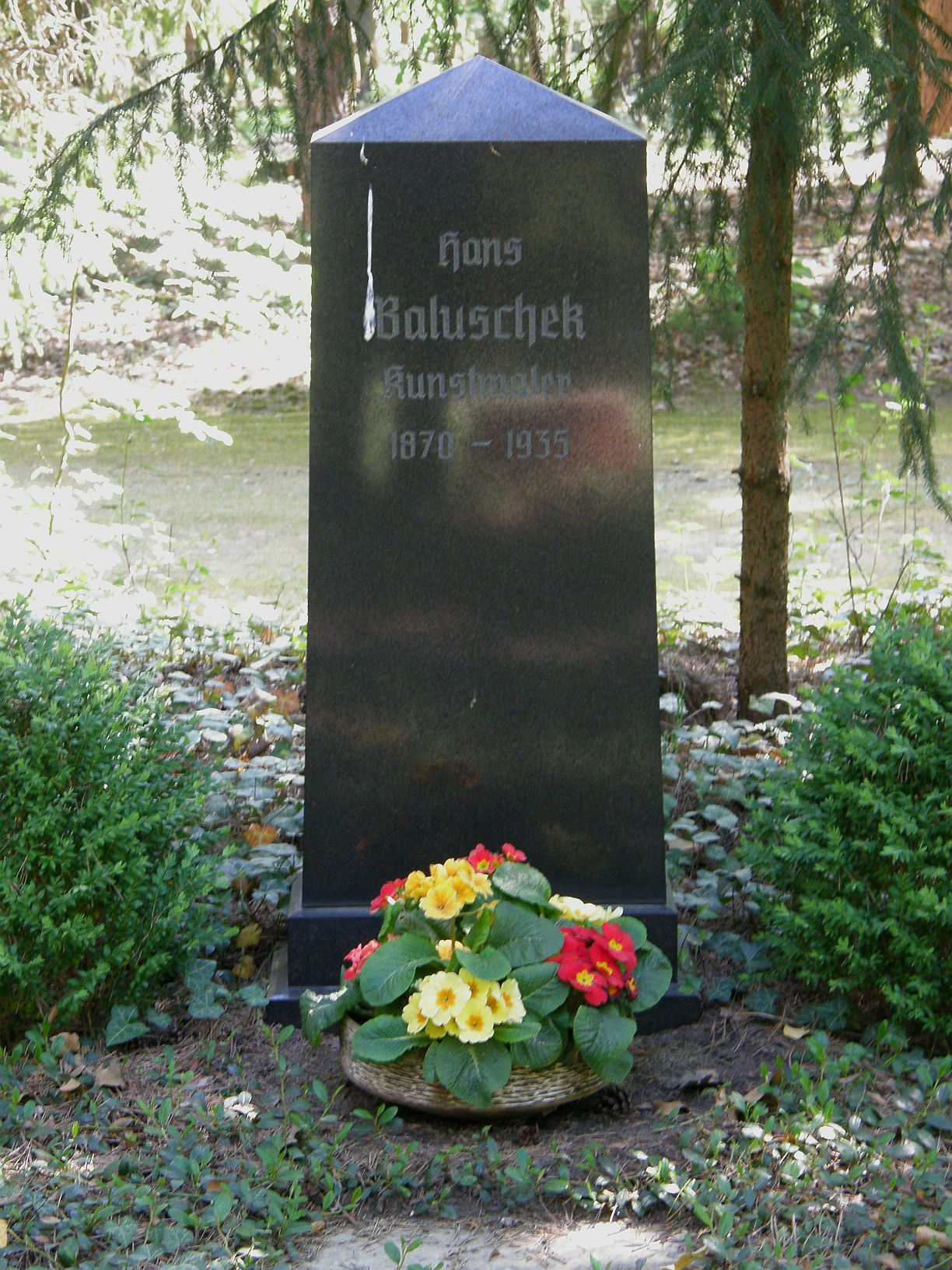
Tumba de Baluschek

## Eventos de posguerra
No se encuentra entre los artistas más conocidos de la Secesión de Berlín. En la Alemania Occidental de la posguerra recibió comparativamente poca atención, mientras que en la Alemania Oriental fue aclamado por sus temas de tendencia izquierdista y sus obras fueron frecuentemente reproducidas como ilustraciones en varias publicaciones. En los aniversarios de su muerte se realizaron exposiciones de sus obras, especialmente en el Museo Märkisches de Berlín Oriental. En 1981 se colocó una placa conmemorativa en una casa en que había vivido en el barrio berlinés de Schöneberg,y lugar también en el cual en 2004, después de la reunificación, se construyó un pequeño parque que recibió su nombre, Parque Hans Baluschek.

## Obras seleccionadas

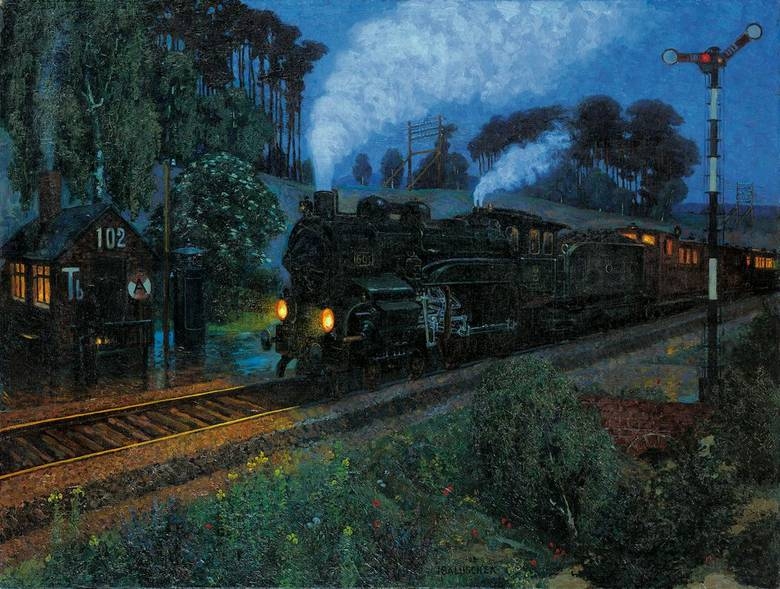
Llega el tren expreso, 1909
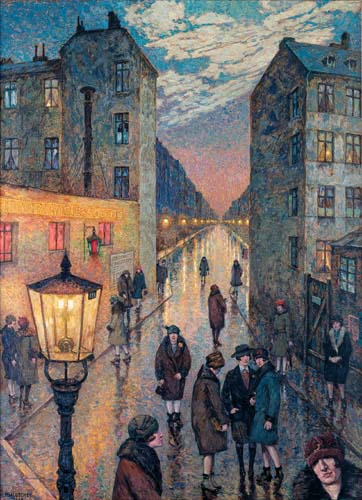
Rincón de la Gran Ciudad, 1929
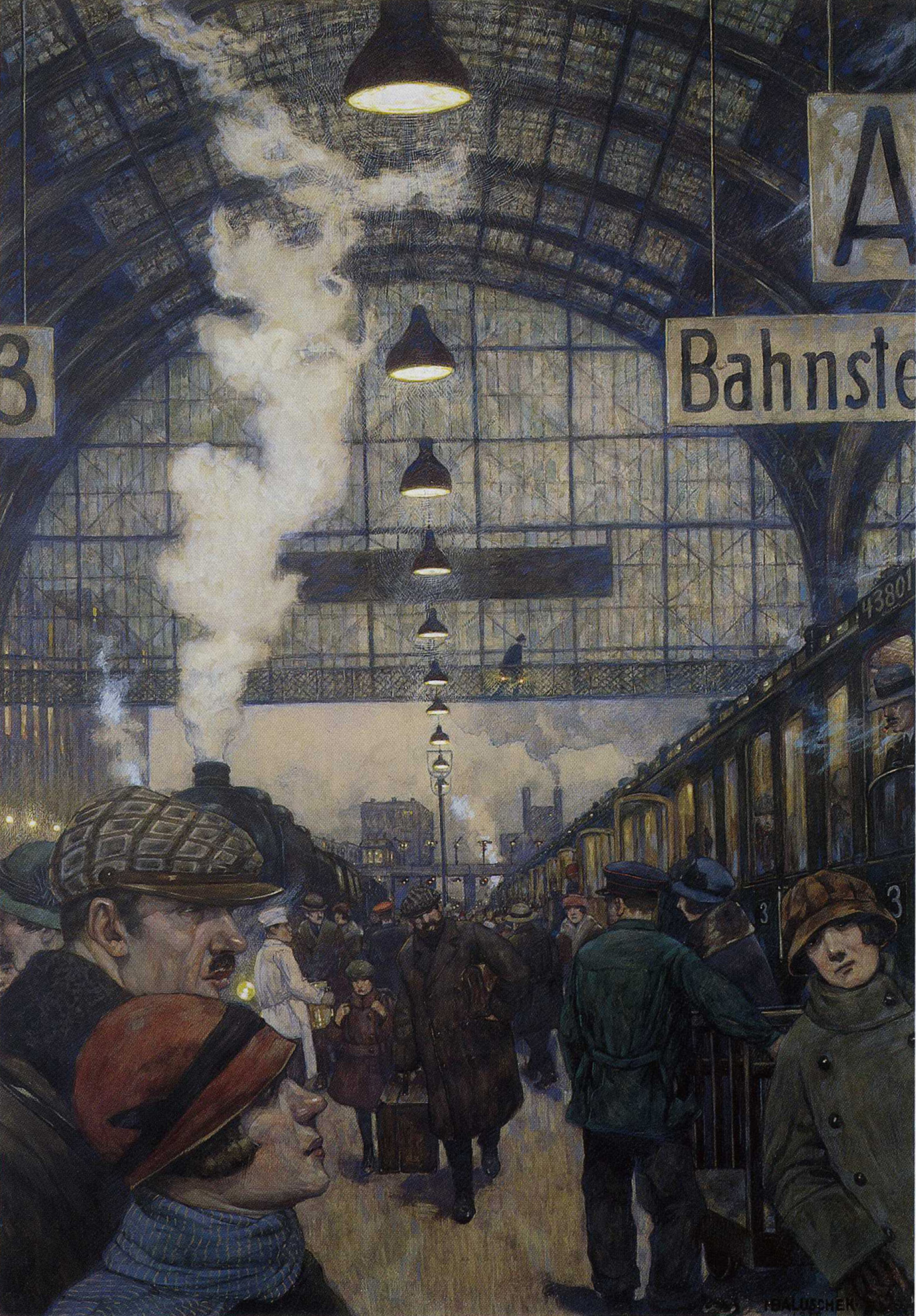
Estación de tren, 1929
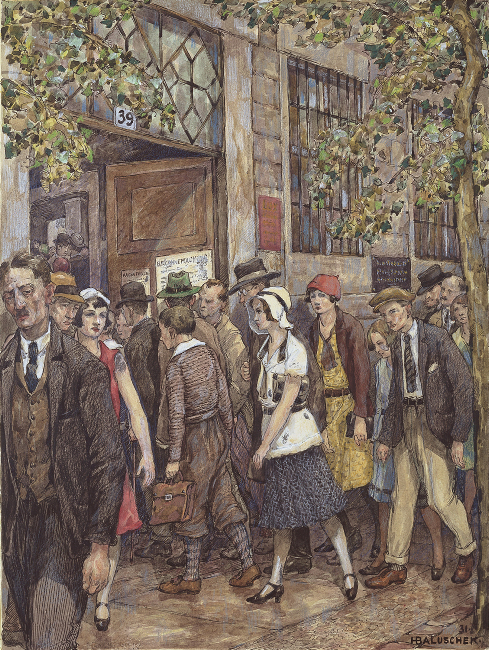
Oficina de Empleo, 1931
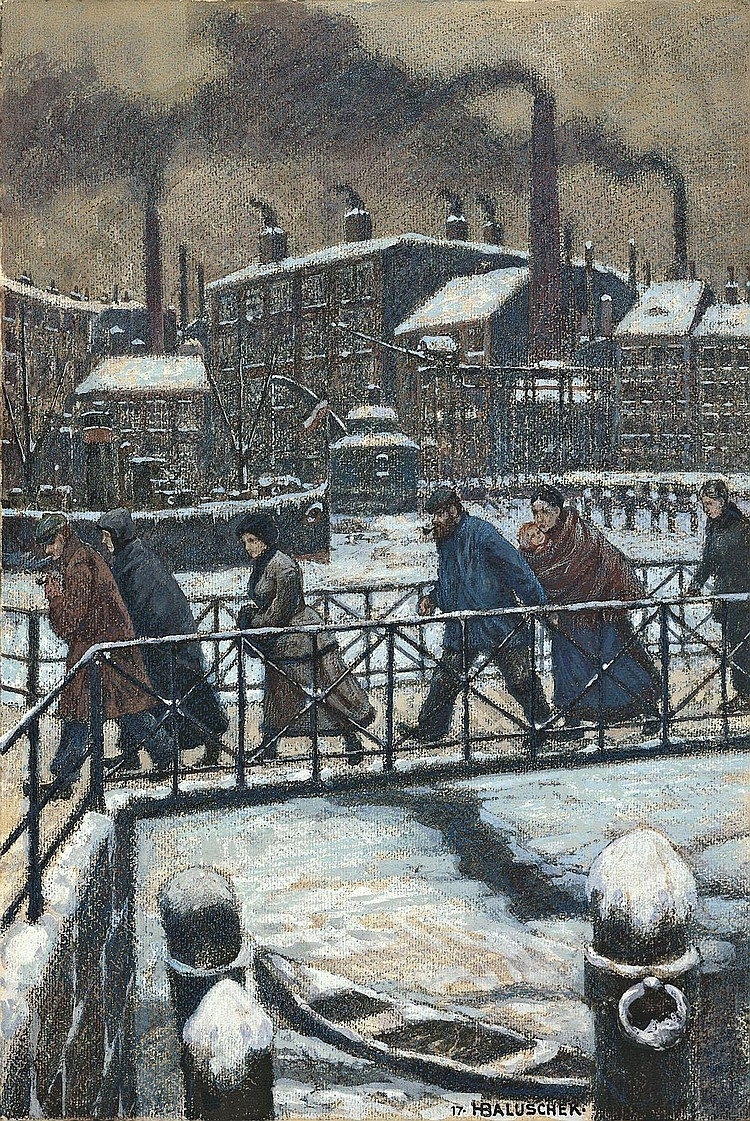
Frío, 1917
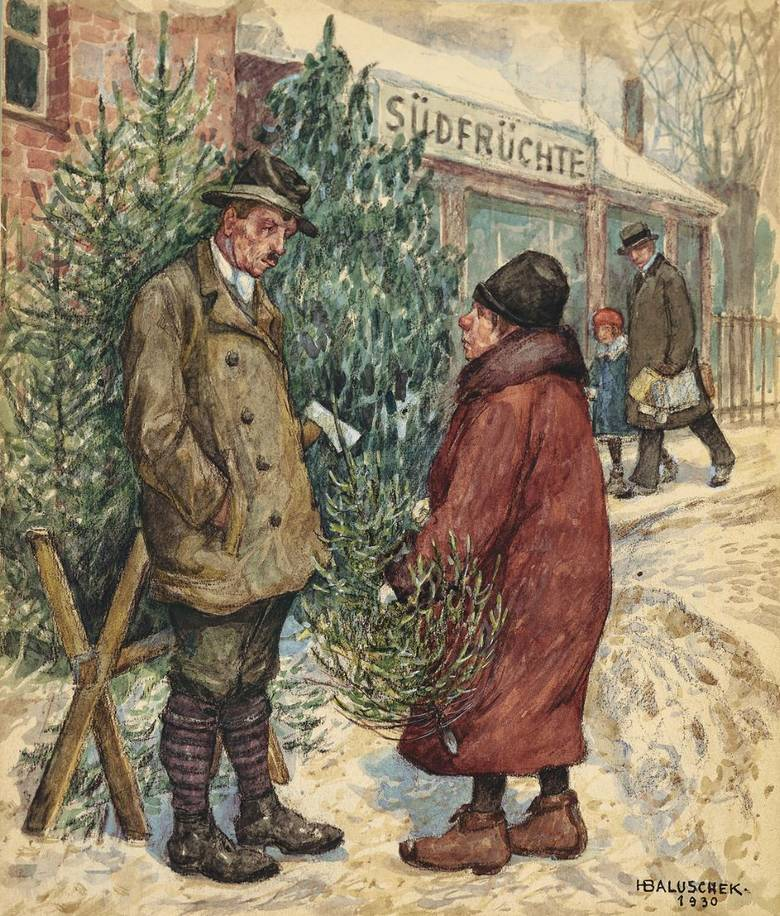
Venta de árboles de Navidad, 1930
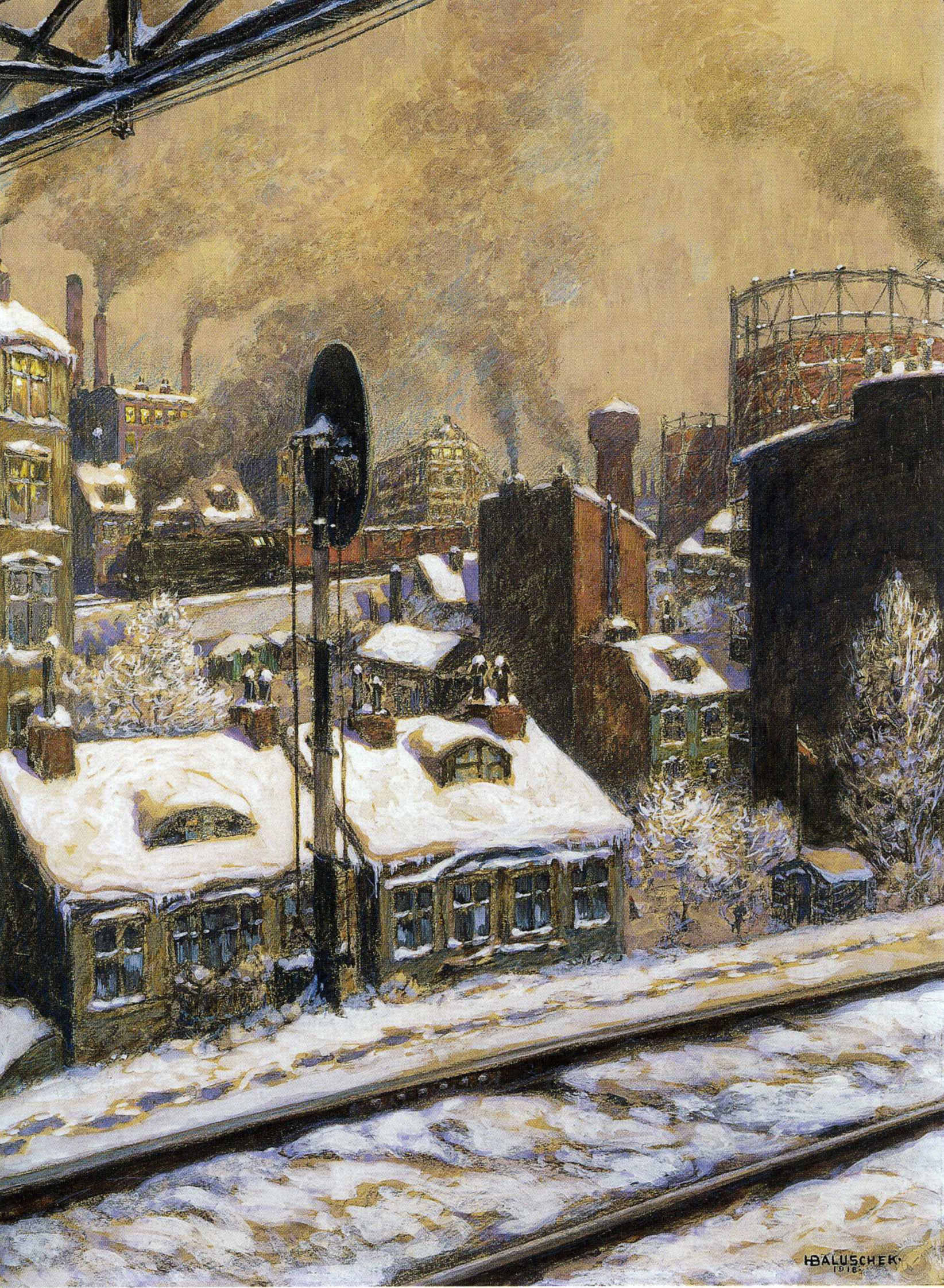
Nieve profunda, 1918
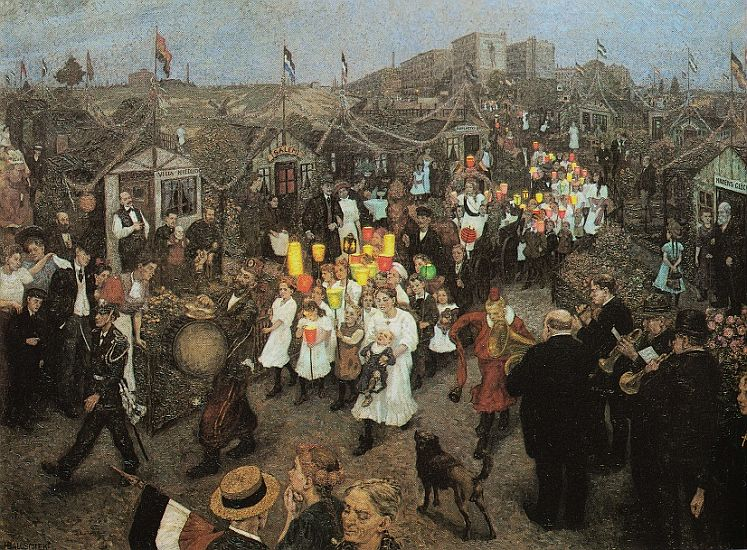
Festival de verano, 1909
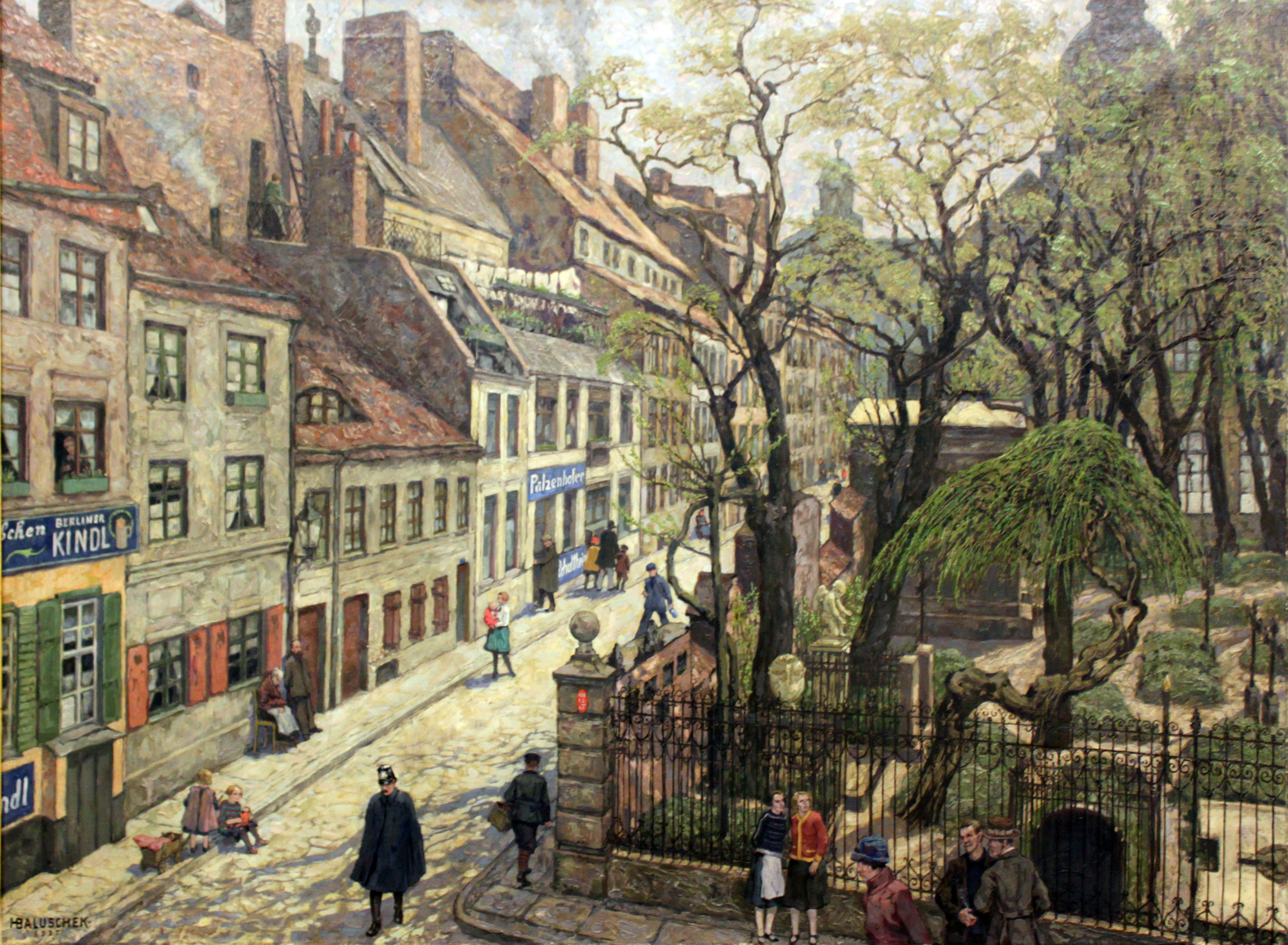
Calle de los huérfanos, Berlín, 1927
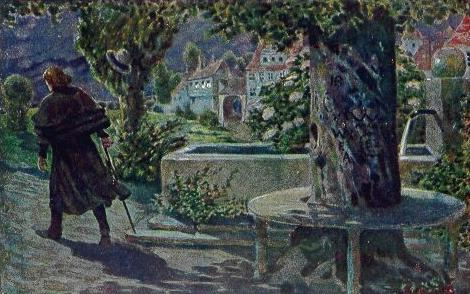
Fuente cerca de la puerta de la ciudad, 1935

## Otras lecturas
- Bröhan, Margit. Hans Baluschek. 1870-1935. Maler, Zeichner, ilustrador. 2da ed. Museo Bröhan, Berlín 2002,ISBN 3-9807894-0-3
- Esswein, Hermann. Hans Baluschek. Piper, Múnich y Leipzig 1910.
- Gottwald, Alfred. Poesie der Schiene. Erinnerungen an Hans Baluschek, Eisenbahnmaler en Berlín. En: EisenbahnGeschichte 41 (2010), págs. 68–72.
- Meissner, Günter. Hans Baluschek. Verlag der Kunst, Dresde 1985.
- Wendel, Friedrich. Hans Baluschek – Una monografía. Dietz Nachf., Berlín 1924.